# مستشفى سان جاك (فرنسا)
مستشفى سان جاك (بالفرنسية: Hôpital Saint-Jacques) هو المُستشفى الثاني قِدمًا من بين سبعة مستشفيات يديرها المركز الجامعي في مدينة نانت في فرنسا. يتمركز المستشفى على ضفة نهر لوار وهو جزء من نهر بيرميل في منطقة نانت الجنوبية وتعرف باسم "سانت جاك بيرميل".
بُنيت المستشفى في بداية القرن التاسع عشر على موقع دير قديم كان مأوى للمشردين، وكان الهدف من إنشائه هو استبدال دار العجزة القديم، الذي كان يُعرف بـ "سانيتات".
كانت مهمة سانت جاك، في الأصل، توفير مأوى للمجانين وكبار السن المحتاجين والأيتام. صُمم وفقًا لأحدث المعارف الطبية والصحية في وأُجريت تحسينات دورية على المستشفى لمواكبة تطور التقنيات الطبية والصحية، وللتأقلم مع زيادة عدد السكان. بعد هدم مستشفى ديو (Hôtel-Dieu) في عام 1943، أصبح سانت جاك المستشفى العام الرئيسي لمنطقة نانت حتى عام 1967. ثم بعدها استعاد دوره الأصلي المخصص لرعاية كبار السن ولعلاج الأمراض النفسية.

## تاريخ

### دير سانت جاك بيرميل
دير سانت جاك البينديكتيني (أو دير بيرميل) هو دير ذو أصول غامضة تأسس خلال فترة غير معروفة. يُعتقد أنه كان ملجأً للمسافرين الذين كانوا يقومون برحلة الحج إلى سانت جاك دو كومبوستيل. كان هذا الدير يتبع إلى دير سانت جوان دو مارن في بواتو. الكنيسة التي بُنيت من قبل رهبان سانت جاك، وهي كنيسة صغيرة تابعة للدير، تجمع بين الأنماط المعمارية الرومانية والنقوية، مما يشير إلى أن الكنيسة بُنيت نهاية القرن الثاني عشر. في القرن التاسع عشر، أُكتشف آثار كنيسة رومانية سابقة، مما دَلَّ على أن الكنيسة قد بُنيت على هيكل أقدم.

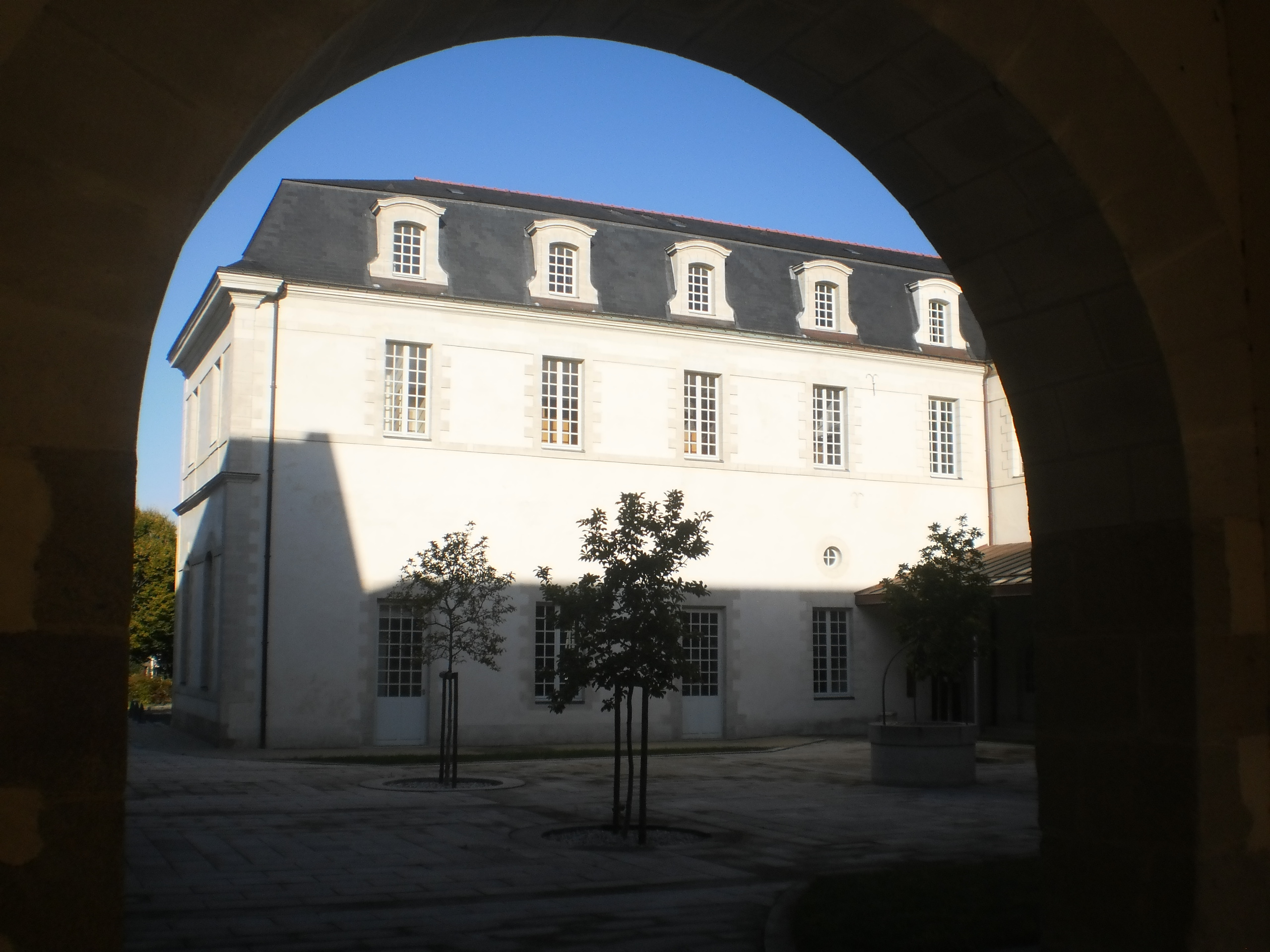
رؤية من فناء لا بروفيدانس داخل المستشفى.

أجرى توماس جيمس، أسقُف دير سانت جاك، أعمال ترميم للكنيسة في عام 1484. أُعيد بناء الدير بين عامي 1711 و1713 بعد أن أصبح مُلكًا للرهبان البينديكتيين من سانت مور (تابعين لدير مارموتييه) على أنقاض المباني القديمة للدير. بُنيَ الدير الجديد بدون فناء رهباني، وهو مكوَّن من مبنى مركزي وهو الأطول، وجناحين على طول جانبي المبنى الرئيسي، بالإضافة إلى جناحين أُخرَيان ملتصِقان بالجزء المركزي والمدخل رئيسي.
تبقى في هذا الوقت فقط المبنى المعروف بـ "بيت العناية" والذي سُجّل كمعلم تاريخي في فرنسا، ويتألف من المبنى المركزي وجناحيه، حيثُ اختفت باقي الأجنحة وهُدم المدخل الرئيسي في منتصف القرن العشرين.
عندما اندلعت الثورة الفرنسية، بقيَ هناك أربعة رهبان فقط، ومعظمهم أقسم الولاء ثم طُلبَ منهم أن يصبحوا علمانيين. أصبحَ الدير ممتلكات عامة وبِيع في عام 1791 لتاجر من ميناء بور أو فين في نانت. حُوّلت كنيسة الدير إلى كنيسة أبرشية في نفس العام وأُطلق عليها اسم كنيسة سانت جاك دو بيرميل، وانفصلت عن بقية الممتلكات.
بعد معركة نانت في 29 يونيو 1793، دُمّرَ جزء من حي بيرميل، فوجد السكان الذين فقدوا منازلهم مأوى في الدير القديم.
قرَّرَ مجلس الإدارة في 15 أكتوبر 1793 أن يستخدم المباني كمستشفى وأن يُنقل نزلاء دار البنيتنت (الراهبات اللاتي طردن في فبراير) إلى هناك، ولكن هذه العملية لم تتم. في عام 1794، تحولت سانت جاك مؤقتًا لسجن استضاف نساء وأطفال أتوا من بلدة فيو.

### دار رعاية
في عام 1808، أُجبر ورثة المالك الجديد على إعادة الموقع إلى الدولة الفرنسية. بيع بعد ذلك إلى إقليم لوار إنفيور، لإنجاز مهمة بناء مأوى للعجزة بهدف استقبالهم من لوار إنفيور وماين وموربيه. أعدًّ المهندس المعماري فرانسوا جان باتيست أوجي (1760-1845) عدة مخططات في عام 1811، وقُبل مخطط واحد منهم. أُضيف ستة مباني بطول 37 مترًا وعرض 8 مترات بشكل موازي إلى مبنى "بيت العناية".
شُغّل المأوى في عام 1815 واستضاف 500 نزيل، لكن المأوى كان مكلفاً جداً، لذلك أُقترحت فكرة توظيف النزلاء للعمل في المأوى لكن الفكرة لم تنجح نظراً لأن النزلاء من كبار السن وليس لديهم الكفاءة والحيوية المطلوبة للعمل، ولم يغطي إنتاجهم 7٪ من النفقات.
فيما بعد، قُيّمت مباني الدار وأُعتربت غير متينة وغير صحية وغير مناسبة، بسبب ذلك، أُغلق المأوى في عام 1819، وبيعت مبانيه.

### مستشفى سانت جاك

#### إغلاق دار الرعاية
مستشفى سانت جاك هي نتيجة إرادة استبدال دار الرعاية الواقع بالقرب من ميناء فوس (بالقرب من كنيسة نوتردام دو بون بور)، بمؤسسة أكثر حداثة. في الواقع، دار الرعاية لم يكن مستشفى بالمعنى الحديث للكلمة ولم يُعالج أي مريض فيه. بدأ هذا المرفق كمنزل ريفي خُصّصَ من قبل البلدية اعتبارًا من عام 1569 لإبعاد المصابين بالأمراض المعدية عن التجمعات، ومع تناقص انتشار الأوبئة، تغيرت وجهته.
بعد أن كان سجنًا من حين لآخر، أصبحت مهمة هذا المرفق استضافة المسافرين والمتجولين، ثم العاهرات، ومن ثم المجانين (ابتداءً من عام 1676)، والأطفال المتخلى عنهم أو الأيتام لفترة وجيزة، كُلّفت المهمة الأخيرة لدار الأيتام، الذي تأسس عام 1774 من قبل رجل الأعمال وتاجر الرقيق جويوم جرو، ولكن بسبب نقص الوسائل أُغلقت المؤسسة في عام 1815. 
في عام 1818، كان في دار الرعاية 810 سريرًا، كانت المباني قديمة جدًا، وكانت صيانتها صعبة بسبب التغييرات السياسية في فرنسا، حيث أُوقفت إيرادات دُور الرعاية بشكل جزئي بسبب الضرائب والامتيازات التي ألغيت في الثورة.

#### تصميم وتمويل مستشفى سان جاك

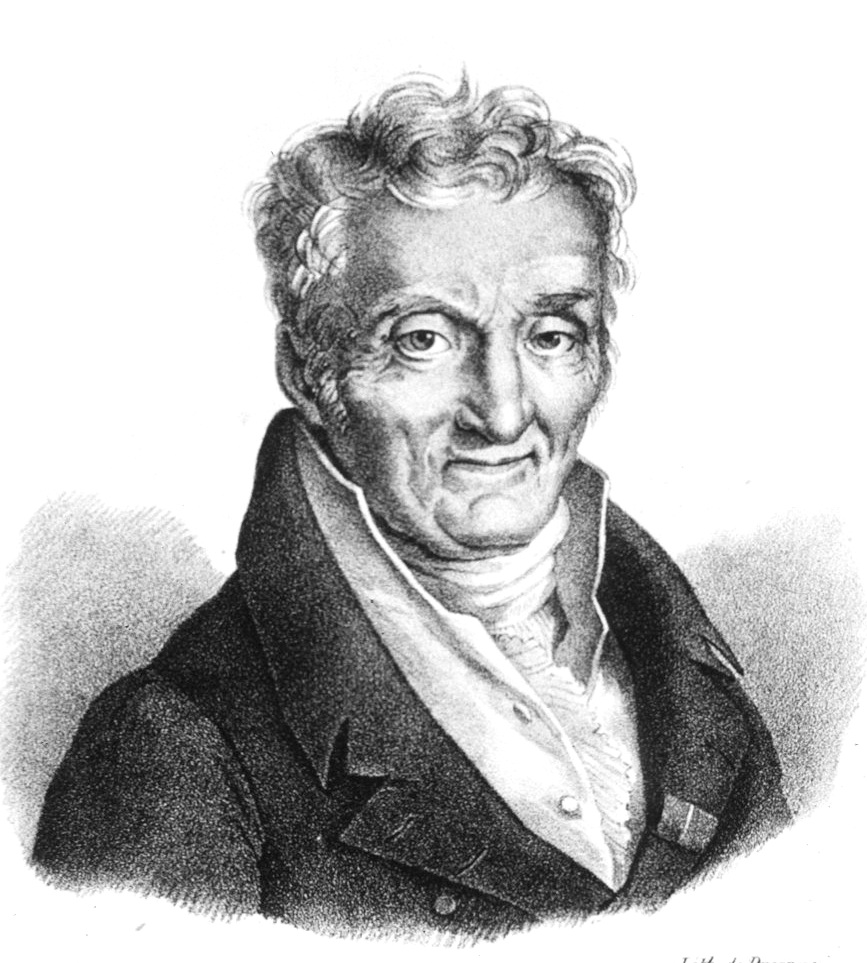
الطبيب الفرنسي فيليب بينيل.

في بداية القرن التاسع عشر، بدأ نهج معالجة مرضى العقل يتطور. كان فيليب بينيل وتلميذه جان إتيان إسكيرول من أبرز رواد تجديد هذا المجال، توصلا إلى أنه يجب عدم السماح بأن يوضع المرضى على الأرض مباشرة، ويجب استبدال طوق الرقبة والسلاسل بقميص ذو قوة خاصة، وعلى الموظفين عدم استخدام العصي أو جلود البقر لضرب المرضى. بالإضافة إلى ذلك، من المفترض أن يقوم طبيب بزيارة كل مريض نفسي مرة واحدة يوميًا. للأسف، لم يكن بإمكان مركز السانيتات تنفيذ هذه الإجراءات. في عام 1826 اقترحت جمعية القديس يوحنا دي ديو فتح مرفق لرعاية المرضى النفسيين في مستشفى سانت جاك يكون مشابهاً لللمرفق الذي تديره الجمعية بالفعل. قُبل هذا الاقتراح بإيجابية من قبل الولاة، لكنه رُفض من قبل أطباء نانت.
لويس فرانسوا دي تولينار، الذي شغل منصب الحاكم ثم أمين الخزانة للمستشفيات في نانت منذ عام 1823، اقترح تحويل المستودع القديم إلى دار لرعاية المسنين والمعاقين والأيتام، وبناء مبانٍ جديدة لاستضافة المرضى النفسيين وفقًا لمتطلبات الطب النفسي في تلك الفترة.
النبيل فيكومت دو فيلينوف بارجيمون، كان يرغب في التخلص من المؤسسة بأقرب وقت ممكن، لعدم تخصيص مبالغ لأعمال التجديد لها. ولذلك وقّع اتفاق سري مع جمعية القديس يوحنا دي ديو تقضي بتكليف الجمعية مسؤولية إدارة المؤسسة، وكان جوزيف زافييه تيسو، القس المعروف باسم الأخ هيلاريون، هو المفاوض، لكن سرعات ما أثارت أساليب العلاج التي قام بها الأخ هيلاريون الشائعات، ونتيجة لذلك، قام الولاة بفسخ العقد.
ثم كَلّف الولاة لويس دي تولينار مهمو إدارة نقل المقيمين في السانيتات بالكامل، لكن المشروع واجه صعوبات في العثور على تمويل. عُلقت العملية بسبب الثورة في عام 1830، ولكن الوضع الاجتماعي فيما بعد دفع حكومة لويس فيليب الأول إلى دعم مشاريع فتح ورش العمل الخيرية، التي كانت تهدف إلى توظيف العاطلين عن العمل. في أبريل عام 1832، انتشر وباء الكوليرا في نانت، ولمعالجة نقص سعة مستشفى أوتيل ديو، تحولت مؤسسة السانيتات، ومأوى الأيتام ومستشفى سانت جاك إلى مستشفيات مؤقتة. في سانت جاك، عولجت النساء المصابات بواسطة الدكتور آنجيه جويبين.
وفي يوليو عام 1832، ألقى العمدة فيرديناند فافر كلمة بمناسبة وضع حجر الأساس للمبنى، وقدّرت التكلفة لبناء سانت جاك بحوالي 900،000 فرنك في ذلك الوقت. حصل تولينارعلى تمويل إضافي بقيمة 600،000 فرنك من بيع السانيتات وممتلكاتها العقارية مستفيدًا من الارتفاع في قيمة العقارات القريبة من ميناء فوس آنذاك. ومع ذلك، كان للبيع عيب واحد وهو تحديد تاريخ نهائي للإخلاء، كان من المقرر في البداية في 3 مارس 1833، لكنه جرى في أكتوبر من نفس العام بعد تهديدات بمقاضاة مالكي السانيتات الجدد، مما دفع الإدارة إلى نقل المقيمين على عجل إلى مستشفى سانت جاك الذي كان قيد الإنشاء.

#### البناء

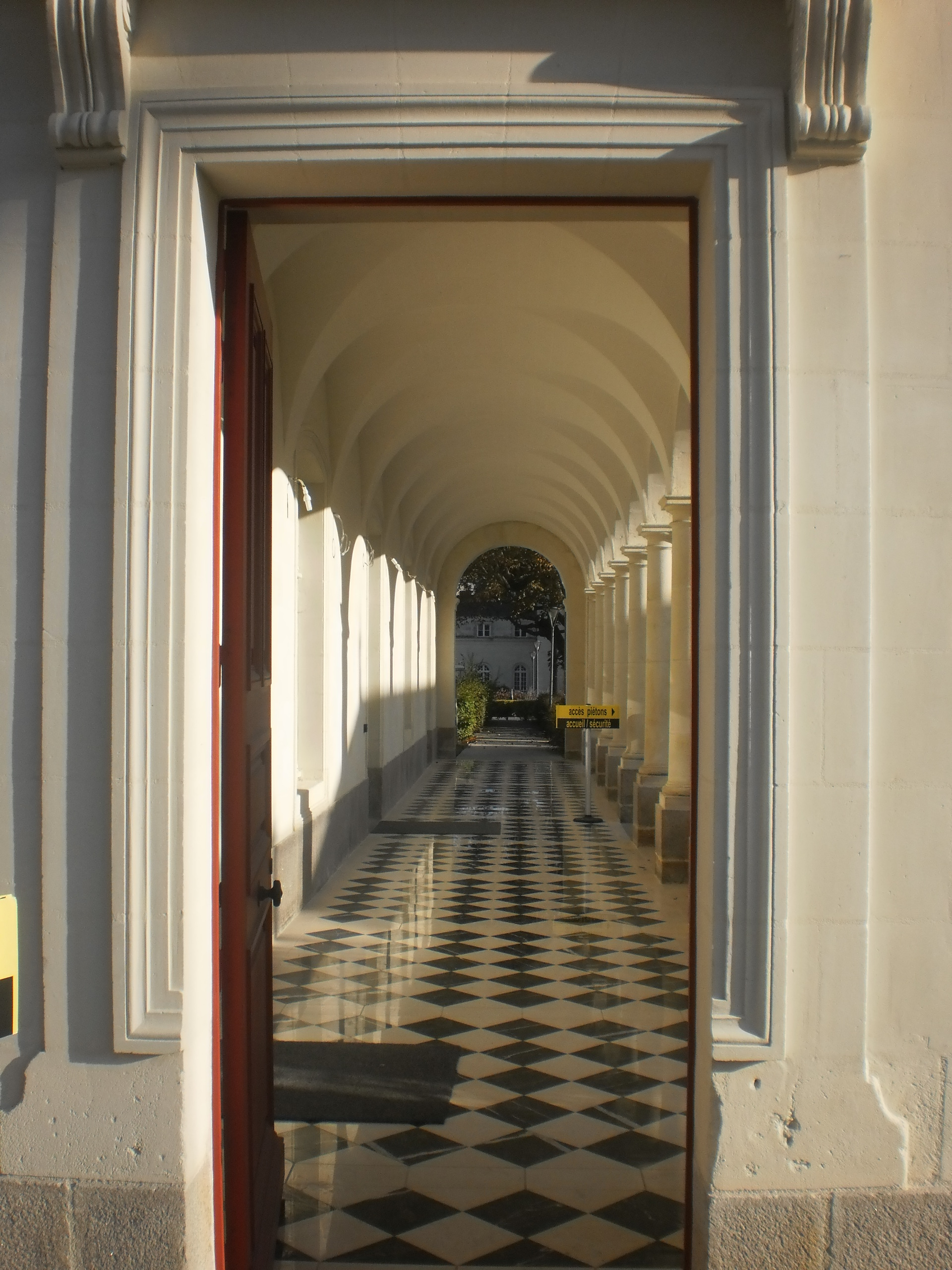
الممر الداخلي للمستشفى.

##### المرحلة الأولى (1833-1837)
كُلّف الأخوان لويس برودان وكونستان دويارد، المهندسين المعروفين في نانت وتلاميذ ماثوران كروسي، برسم مخطط "مستشفى سانت جاك العام"، وتنفيذ الأعمال بالتعاون مع المقاول بيرودو، في حين قام لويس فرانسوا دي تولينار بالإشراف على المشروع بوصفه مدير العمل. وُظّفَ بعض العمال من ورش العمل الخيرية. عندما كان يجب استقبال المقيمين من السانيتات في سانت جاك في سبتمبر عام 1834، كان المبنى الوحيد الذي أُنتُهيَ من بنائه هو المخصص لاستضافة المسنين. لتسريع وتيرة العمل، قرر الطبيب الرئيسي كاميل بوشيه (1801-1854) أن يضع جميع المرضى في العمل، بما في ذلك المرضى النفسيين. هذه القوى العاملة المجانية سمحت للإدارة بتوفير الكثير.
أثناء الأعمال كان من الضروري تسوية الأراضي الصخرية واستصلاح مناطق أخرى. رُفعت منطقة المستنقع على طول نهر لوار إلى ارتفاع 4 أمتار. بُنيت مصهرة وورشة للأعمال الحدادية بشكل رئيسي لتصنيع الأقفال، وإصلاح الأدوات، وتصنيع 150 سريرًا من الحديد. أُستخدمت الرمال والتربة التي استخرجت من نهر لوار القريب في البناء.
كان توفير المياه أمرًا مهمًا، خاصةُ لدورات المياه، أُستخدم الماء أيضًا بشكل كبير في النظافة الشخصية، حيث كانت الحمامات جزءًا لا يتجزأ من عمل المستشفيات منذ القرن الثامن عشر، قُدّم الحمام لأغراض علاجية أيضًا. اضطر الطبيب بوشيه لتركيب حوض استحمام واحد فقط لأسباب اقتصادية. وفي وقت لاحق قام الطبيب فيروس ببناء غرفة حمام في كل باحة. في البداية، كانت إمدادات المياه للمؤسسة تُنقل يدويًّا (على ظهور العمال)، ثم رُكّبت محطة ضخ تعمل بالبخار من قبل المهندس المدني (السيد بيرفاك) لرفع المياه من نهر لوار وبناء حوض لاستيعاب مياه الأمطار. لم تكن تلك التجهيزات موجودة حتى عام 1846.

##### وباء الانفلونزا عام (1837)
خلال شتاء عامي 1836-1837، تأخرت بداية الربيع حتى إبريل، حيث تجمد نهر لوار في 26 مارس واستمر تساقط الثلوج حتى 9 أبريل. انتشر وباء الإنفلونزا في المدينة، وأصيب مستشفى سانت جاك في النصف الثاني من فبراير، أصيب تقريبًا جميع مرضى المستشفى بالمرض في منتصف مارس، حينما أصيب ثلاثة أرباع سكان نانت بالمرض. في حين أن نحو 260 حالة وفاة بسبب المرض سُجّلت في المدينة بأكملها، سُجّلَ 33 حالة وفاة بسبب الإنفلونزا في مستشفى سانت جاك وحدها.

##### المرحلة الثانية من البناء ( 1840-1845)
بعد الانتهاء من المرحلة الأولى من الأعمال، قدَّم الدكتور بوشيه والأخوان دويارد مشروعًا إضافيًا في عام 1837، ولم يوافق على تمويله من الدولة والبلدية إلا بعد عام 1840. في عام 1845، أُنهيَ بناء مستشفى سانت جاك، وذلك بعد 18 عامًا من وضع حجر الأساس.

#### تنظيم المستشفى عند اكتماله
في عام 1842، كان لدى مستشفى سانت جاك العام 1,128 سريرًا، بما في ذلك 478 سريرًا مخصصًا للمرضى النفسيين. بالإضافة إلى خدمة محدودة لاستقبال المرضى الخارجيين (فرع من مستشفى هوتيل ديو)، كانت سانت جاك مكونة من ثلاثة طوابق مستقلة تستضيف على التوالي المرضى النفسيين والمسنين والمعاقين المحتاجين والأيتام والصم والبكم.

##### دار مرضى العقل

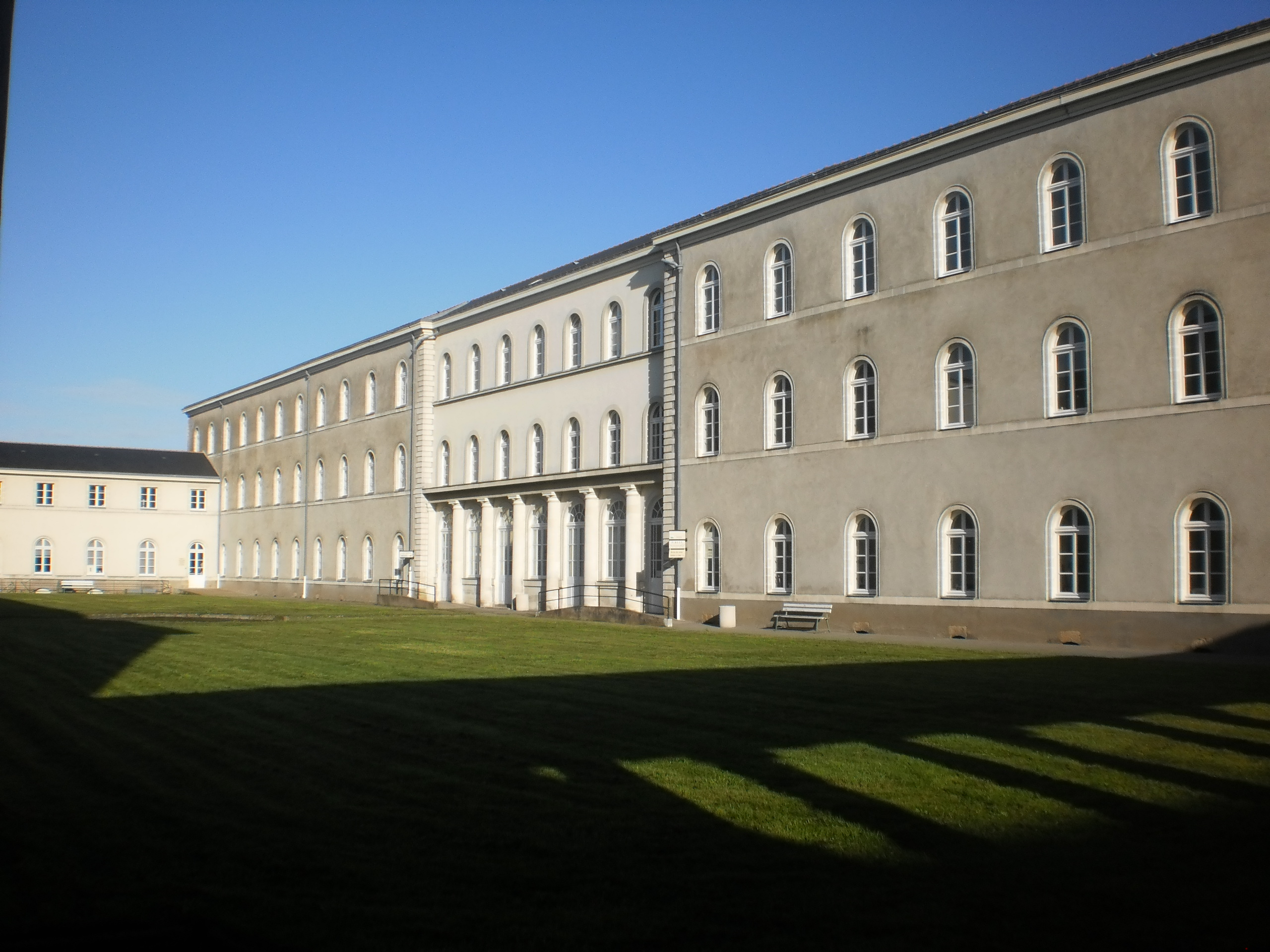
أحد المباني المخصصة للمصابين بأمراض عقلية.

حينها، كان الفهم الطبي للأمراض العقلية يعتمد على الافتراضات. لذا، وُجّهت الجهود نحو توفير بيئة تجمع بين العلاج والعوامل الطبيعية الملائمة. خُصص مكان للمصابين بالأمراض العقلية في موقع بعيد عن وسط مدينة نانت، على موقع مفتوح للرياح. كما اعتبر الأطباء أن البيئة مفيدة للعاملين أيضًا، الريف المحيط (حيث كانت مرعى أمونت في جزيرة بويليو مغطى بالمراعي في ذلك الوقت) ونهر لوار القريب يوفران منظرًا مفيدًا وفرصة للقيام بجولات ريفية وأعمال زراعية، وكان هذا يعتبر عنصرًا مفيدًا للصحة العقلية حسب رأي الدكتور إسكيرو وتلميذه بوشيه.
بدءًا من عام 1835، قبل انتهاء الأعمال حتى، بدأ مستشفى سانت جاك في استقبال المرضى من لوار إنفيريور والأقاليم المجاورة التي لا تمتلك مصحة نفسية، على الرغم من أن القانون كان يفرض ذلك. فُصل الرجال عن النساء، ولكن دُمج الأطفال مع البالغين. وُزع المقيمين في الأقسام السكنية الرئيسية حسب الفئات الكبيرة من المرضى:
- المرضى الهادئين والمتعافين.
- المرضى المضطربين والغاضبين.
- المرضى ذوي الحالات الحرجة.
- المصابين بالصرع.

فيما يتعلق بالصرع، وبعد أن رُفضوا حتى القرن الثامن عشر باعتبارهم مسحورين بالشياطين، أُعتبروا آنذاك مرضى عقل سواء أظهروا علامات على انخفاض الوعي أم لا. في عام 1908، أشارت دراسة إلى أن هذا المرض لا يزال يعني الجنون في العديد من المؤسسات النفسية.
لم توجه العناية لجميع "المرضى" بنفس الطريقة، أظهرت دراسة أجريت في عام 1875 أن معدل الشفاء الذي حُقق في سانت جاك كان أعلى قليلاً من المعدل الوطني الفرنسي، ولكنها أشارت أيضًا إلى أن المقيمين الذين تتحمل عائلاتهم تكاليف إقامتهم موجودون بوضع أفضل بالمقارنة مع المرضى المحتاجين. وبما أن الوفيات كانت ترتبط بشكل رئيسي بنقص النظافة، فإن الظروف المريحة إلى حد ما التي توفرها الأموال المقدمة من الأقارب تضمن للمستفيدين ميزة معينة على الفقراء.

##### دار المسنين
دار المسنين تحتل المباني المعروفة باسم "دي لا بروفيدانس" والمباني الرئيسية الكبيرة الموجهة من الشرق إلى الغرب، مع وجود الكنيسة في المركز. في عام 1835، استقبل هذا الملجأ 412 من النزلاء وقسموا إلى فئتين:
1. المسنون أو المعاقون الفقراء يُسمح لهم بالإقامة اعتبارًا من سن 60 عامًا، شريطة أن يكونوا مقيمين في نانت لمدة ثلاث سنوات على الأقل، ويجب عرض شهادة طبية تثبت العجز أو شهادة فقر تمثلها لجنة الحي الأصلي. بالإضافة إلى ذلك، يتطلب استثناء النزيل من العمل الإلزامي داخل المؤسسة وجود شهادة طبية فقط، والذين يعملون يحصلون على أجر قليل. بعد نشر قانون 3 يوليو 1906، قُدمت عطلة أسبوعية، وفي عام 1955 مُنع هذا النوع من الأنشطة، حيث أُعتار عملًا قسريًا وعملًا غير قانوني ومنافسة غير عادلة بالنسبة للعاملين في المستشفى. في القرن التاسع عشر، على الرغم من تحسينها مقارنة بتلك التي عرفها المسنون في ملجأ سانيتات، إلا أن ظروف حياتهم كانت صعبة بعض الشيء. يوضعوا في غرف نوم تحتوي على 24 سريرًا وتكون سيئة التدفئة بشكل كبير، كما يمنع استخدام المدافئ. النظام الغذائي يتألف من الخبز والحساء والقليل من النبيذ والماء. تغيير الملابس الداخلية مرة واحدة في الأسبوع على أفضل تقدير، حيث أن نقص المياه لا يسمح دائمًا بالامتثال لهذا الجدول الزمني.[أ 26]
2. النزلاء الذين يدفعون رسومًا هم الأفضل حظًا. يجب عليهم أن يستوفوا شروط العمر والإقامة (60 عامًا و3 سنوات في نانت) وأن يكونوا قادرين على دفع رسوم إقامتهم. يتمتعون بغرف فردية وتحسين في نظامهم الغذائي مقارنة بالمقيمين "غير الدافعين". يحق لهم الخروج إلى المدينة.[أ 27]

##### دار الأيتام
الأطفال الذين يُستقبلوا في ملجأ الأيتام يُقسموا إلى ثلاث فئات:
1. الأطفال الفقراء الذين يولدون في مصحة، ولكن الوالدين عاجزون، ويضطرون للتخلي عنهم.
2. الأطفال الذين يُعثر عليهم ويُفترض أنهم أطفال غير شرعيين.
3. الأيتام أو الذين والديهم مسجونان.

يُرتَّب الأطفال في الفئتين الأخيرتين بأرقام تعريفية ويُرعَونَ بواسطة مستشفى Hôtel-Dieu حتى سن ال 12 عامًا. بالنسبة للأطفال في الفئة الأولى، يوضعوا في أسر إذا كان ذلك ممكنًا، وتتلقى هذه الأسر تعويضًا ماليًا مقابل الرعاية. في عهدة ملجأ سانيتات، يتدريب الأطفال ويعملون في ورشة العمل داخل المؤسسة. تتغير الأمور في مستشفى سانت جاك: يفترض أن يقوم الشبان بتعلم مهنة في عائلة الاستضافة، ولكن يبدو أن هذه الممارسة في الأوقات الأولى لا تعود بالفائدة المطلوبة للأطفال بالمقارنة مع ما كان يقدمه ملجأ سانيتات. تظل ظروف الصحة في الملجأ صعبة على الرغم من التحسين بالمقارنة بتلك التي عرفها ملجأ سانيتات في عام 1836، نصف الأطفال عانوا من مرض مزمن. حتى عام 1860 حُسنت النظافة وانتشر التطعيم ضد الجدري، تتراوح نسبة الوفيات بين 11٪ و 12٪ سنويًا. في عام 1860، سُميَ النزلاء باسم "الأيتام"، واستقبل المستشفى 543 طفلاً من سن 12 إلى 21 عامًا، منهم 460 وضعوا عند حرفيين لتعلم مهنة (بشكل رئيسي مهنة الخدمة المنزلية). إستمرت الخدمة حتى عام 1955، حيث أُخذَ الأطفال للرعاية من قبل دار الطفولة الإقليمية.

##### استقبال الصم والبكم
حوالي عام 1834-1835، نجحت بلدية نانت في الحصول من المجلس العام للوار السفلي على نقل مدرسة الصم والبكم التي أسسها رينيه دونان إلى مستشفى سانت جاك. وأصبح الوضع الرسمي للمدرسة "مؤسسة إقليمية" في 1 أغسطس 1835. وفي 23 مارس 1840، قامت اللجنة الإدارية للمستشفى بصياغة قواعد الانضباط الداخلي للمؤسسة للصم والبكم.
في عام 1850، أصبح لويس كايو، شقيق من جمعية سانت غابرييل، مديرًا لهذه المدرسة. وتمكن من الحصول على موافقة بلدية فيرديناند فافر على شراء ملكية لا بيرساجوتييه حيث نُقل الطلاب إليها في 15 نوفمبر 1856.

##### المستشفى الفرعي
في عام 1848، أدى وصول خط السكة الحديدية من تور إلى سانت نازير إلى تدفق متزايد من المصابين والمرضى إلى نانت، حيث لم يكن بإمكان مستشفى أوتيل ديو، الذي كان مكتظاً بالمرضى بالفعل وفي حالة سيئة، التعامل مع هذا الوضع. نُقل حوالي مائة مريض إلى سانت جاك. تَبع هذا الجزء من سانت جاك مباشرة لمستشفى أوتيل ديو وسُمي "المستشفى الفرعي"، واستقبل بعد عام 1850 حوالي ألف مريض. من أجل التعامل مع هذا الوضع، كُلف طبيب رئيس سانت جاك، الذي كان حينها مساعدًا من قبل طبيبين مقيمين، بمتابعة المرضى النفسيين حصريًا، وعُيين طبيبين مساعدين آخرين للمساعدة في رعاية المرضى الذين نُقلوا من مستشفى أوتيل ديو.

##### طاقم العمل
المرضى النفسيين يُتابعون بواسطة طبيب، الذي في البداية يعتني بثلاثة أقسام في المستشفى مع ثلاثة طلاب مقيمين. في قسم الرجال، يُدعم هؤلاء الخبراء من قبل حراس، حيث يبلغ عددهم 15 في عام 1845. بعضهم موظفون، من السجناء السابقين أو الدركيين أو الفلاحين، يوظفوا بناءً على قوتهم البدنية. هذه القوة تمكنهم من السيطرة على المشاغبين. تكون تدريباتهم في علم النفس غير موجودة حتى عام 1935، حيث قدم الطبيب لويس كورمان، بمساعدة ممرضة مؤهلة، تدريبًا أساسيًا حول التشريح والفسيولوجيا وممارسة الرعاية الصحية الأساسية.
في قسم النساء، يكون الموظفون نساء (17 في عام 1845)، تحت إشراف راهبة.

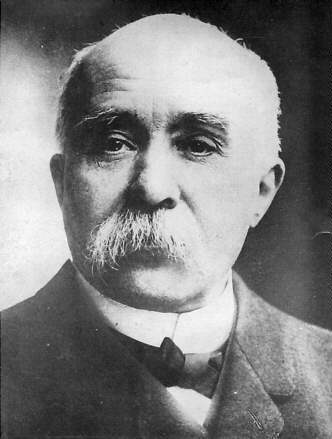
صورة السياسي الفرنسي جورج كليمنصو.

ابتداءً من عام 1847، عُيين طبيبين مساعدين إلى جانب الطبيب الرئيسي، كاميل بوشيه، ثم في عام 1851، أصبحت هذه المناصب مناصب طبيبين مساعدين، يتولى كل منهما رعاية دار المسنين وملجأ الأيتام، في حين يظل قسم الأمراض النفسية تحت اختصاص الطبيب الرئيسي. هذا الأخير هو مسؤول قانونيًا فقط أمام الوالي، الذي يمثل الدولة، مما يؤدي إلى توترات مع اللجنة الإدارية، التي تتحمل مسؤولية صيانة المباني ودفع أجور الأطباء النفسيين والموظفين غير الطبيين. تعيين الطبيب الرئيسي يكون في بعض الأحيان أمرًا سياسيًا. بعد عام 1922، قسم وزارة الصحة الخدمة النفسية إلى قسمين للرجال والنساء: هناك بالتالي طبيبين رئيسيين. في عام 1956، تزامن إنشاء خدمة جديدة مع إنشاء وظيفة ثالثة للطبيب الرئيس. يعيش هؤلاء الأطباء داخل مباني المستشفى، بشكل خاص اعتبارًا من عام 1914 في فندق لا جرينيري، الذي بُني في عام 1885. الأطباء المعينين لمأوى المسنين والأيتام يعملون جزئيًا فقط، لا يقيمون داخل المستشفى.
تُركت مهمة تعيين الطلاب المقيمين في البداية لرغبة الطبيب الرئيس. ابتداءً من عام 1859، باتت مهمة اختيار طلاب المستشفى الداخليين في خدمة الأمراض النفسية وفقًا لنفس القواعد المعمول بها في المستشفيات الأخرى، ولكن الاعتبار الشخصي والاجتماعي والسياسي كان له تأثير في العديد من الحالات. يتولى الطلاب المقيمين مهمة التحقق من تنفيذ وصايا الطبيب وأداء بعض الأعمال الروتينية (النزف، وتغيير الضمادات) بالإضافة إلى إجراء التشريح.
لتخفيف الضغط على مستشفى هوتيل ديو، أُنشئت صيدلية فرعية في سانت جاك في عام 1848. يوظف الصيدلي ويُوفر له الإقامة والتدفئة والإضاءة من قبل جهة العمل، من عام 1850، يوفر الطعام له أيضًا. في وقت لاحق، قامت الإدارة بتعيين صيادلة مساعدين اثنين. في عام 1837، أُنشئت وظيفة مدير مالي في مستشفى سانت جاك بالتزامن مع مستشفى هوتيل ديو.
الموظفون يتبعون سلطة رئيسة تسمى الأم العامة، التي يمكنها أن تقرر نقلهم داخل المؤسسة: يمكن لشخص يعمل في مخبز أن يصبح بعد بضع سنوات ممرضًا نفسيًا (بموافقة الطبيب النفسي). يعمل الرجال والنساء بشكل منفصل. الرواتب منخفضة، ولكن الطعام والإقامة مجانيان. لا توجد حدود زمنية للعمل أو عطل. تمنح الراهبات للموظفين نصف يوم إجازة أسبوعيًا. اعتبارًا من عام 1820، يُغذى صندوق التقاعد من خلال خصم من الرواتب. يحصل موظفو المستشفى عند الطلب على الحق في أن يصبحوا نزلاء في المأوى بمجرد أن يصبحوا أكبر سنًا للعمل.

#### التطورات من 1844 إلى 1914

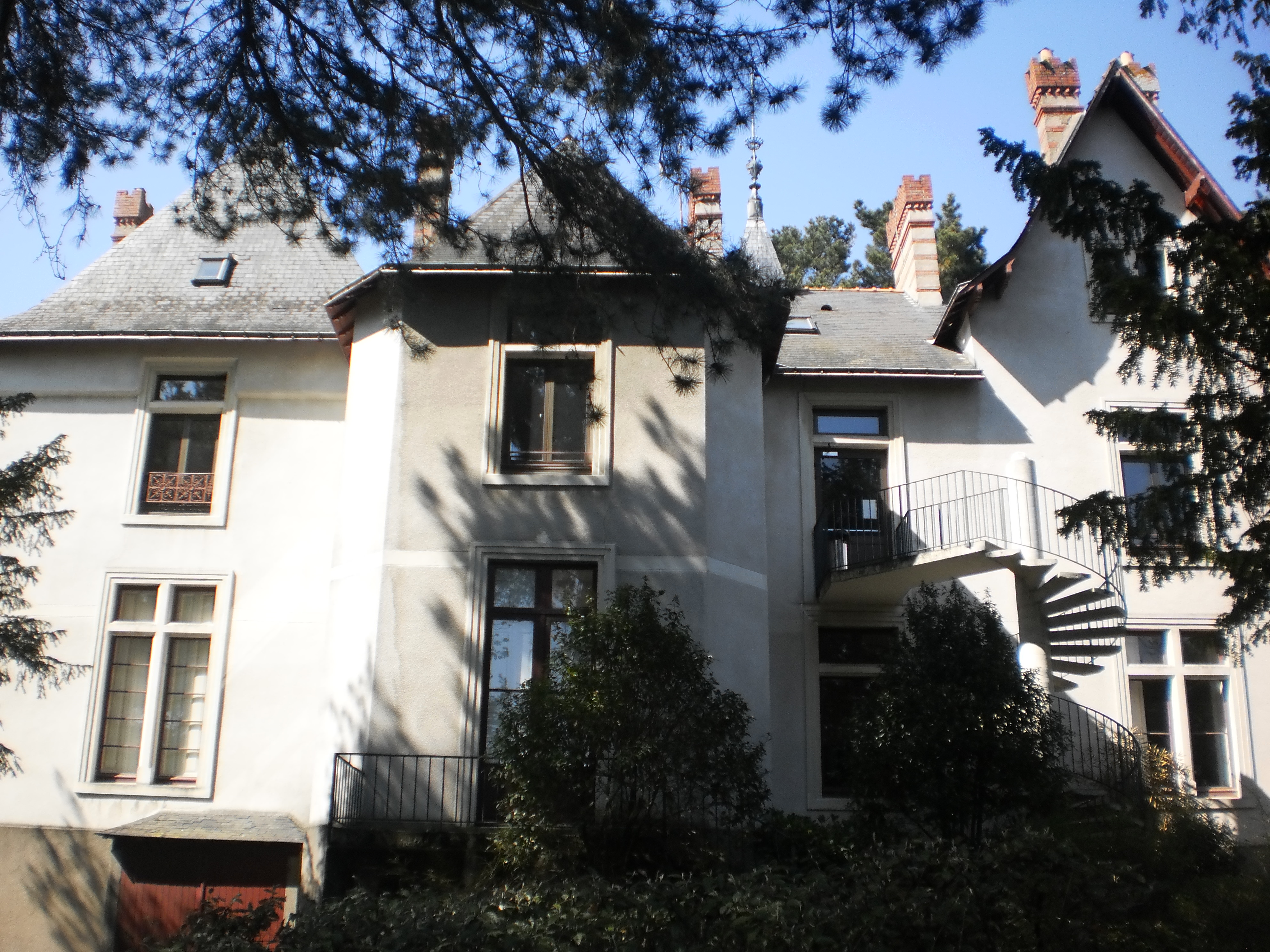
فندق (قلعة) غرينيراي.

في عام 1844، تم شراء أراضي Gréneraie، شرق المستشفى. بُني مزرعة هناك ودخلت الخدمة بيد عمالة تتألف بشكل كبير من المسنين الأصحاء والمرضى الهادئين. في عام 1935، كان ما يزال 70 شخصًا يعملون هناك. تضم المزرعة أبقارًا وخنازير ودواجن وحصانًا مخصصًا لسحب عربة المشدة التابعة للمستشفى.
حوالي عام 1885، بُني مبنى قريب باسم دي لا غرينيرايه للكونت نوفيون. إشترته مستشفى سانت جاك في عام 1914. يستخدم كمقر لأطباء الأمراض النفسية، ثم في وقت لاحق كمكان للتدريس للممرضين.
زاد عدد المصابين بالأمراض النفسية. حتى عام 1859، كان من الممكن قبول نزيل جديد بسبب أنه يمثل عبئًا. وفي عام 1859، أُصدر مرسوم بتشديد الأسباب المسموح بها. يمكن قبول حالات فقط للأشخاص الذين يشكلون خطرًا على النظام العام أو يعرضون حياتهم للخطر.
في حين صُمم قسم الأمراض النفسية لاستيعاب 400 شخص، استقبل 600 شخص في عام 1862. لم يتيح إعادة فتح Hôtel-Dieu في عام 1863 تخفيف الضغط عن سانت جاك. وُجهت الأنظار نحو فكرة إنشاء مستوطنة منفصلة بعيدًا عن المدينة، وهي نوع قسم فرعي للمستشفى مخصصة لاستقبال "المجانين غير الخطيرين، بالإضافة إلى الأطفال الذين عُثرَ عليهم في الريف وكبار السن الفقراء أو المعاقين". تستلهم خطة المؤسسة الجديدة المقترحة من خطة مستشفى سانت جاك. بعد فشل هذا المشروع، بدأت أعمال التوسع في الأجنحة الموجودة بالفعل، ولكنها كانت غير كافية.
في عام 1869، كان مستشفى سانت جاك، من حيث عدد الأسرة في خدمات المستشفى، ثالث أكبر مؤسسة في فرنسا بعد باريس وليون. في ذلك الوقت، كانت هناك 2716 سريرًا. أثر الاكتظاظ أيضًا على مستشفى المسنين، حيث بُني مبنيان جديدان في عام 1866 و1872.
في عام 1878، افتتح Pavillon Bleu (الجناح الأزرق) للخدمة النفسية. يحتوي هذا الهيكل على زنزانات للمتوترين، وقاعة الطعام، وقاعة اجتماعات للمرضى، وخمسين سريرًا إضافيًا. تُطلق عليه تسمية "أزرق" بسبب اختيار أطباء الأمراض النفسية لطلاء كل شيء باللون الأزرق، بما في ذلك النوافذ، حيث يفترض أن هذا اللون يساعد على التهدئة.
أُكتشف الدور الذي تلعبه العدوى الميكروبية في الأوبئة، وهو ما أدى في عام 1882 إلى بناء بركانيتين خشبيتين على عجل أثناء وباء الجدري. تُستخدم هذه التركيبة المؤقتة في عام 1884 لعزل المصابين بالكوليرا، وفي وقت لاحق لجميع الأشخاص المعدين في Hôtel-Dieu، على الرغم من اعتراض سكان الحي. هُدمت البركانيتين، التي خُصصت لوظائف متنوعة على مر الزمن، في عام 1970. لجأ الإداريين لفكرة بناء مبان جديدة وتركيب الخيام أيضًا بعدما أُبلغ عن العديد من حالات الإصابة بالجدري لمرضى كانوا يعانون في وقت القبول من أمراض بسيطة.
بُني مبنى مخصص للمرضى في عام 1895. يُطلق عليه اسم "التعافي" واستضاف مدرسة الممرضات بعد هدم Hôtel-Dieu في عام 1943 وحتى عام 1968، عندما هُدم لتمكين بناء الطريق الجنوبي للمدينة. نظرًا للزيادة المستمرة في عدد المصابين بالأمراض النفسية، ونظرًا للتكلفة العالية جدًا لبناء مأوى جديد، بدأت أعمال التوسع بين عامي 1898 و1911.

## الهندسة المعمارية والديكور

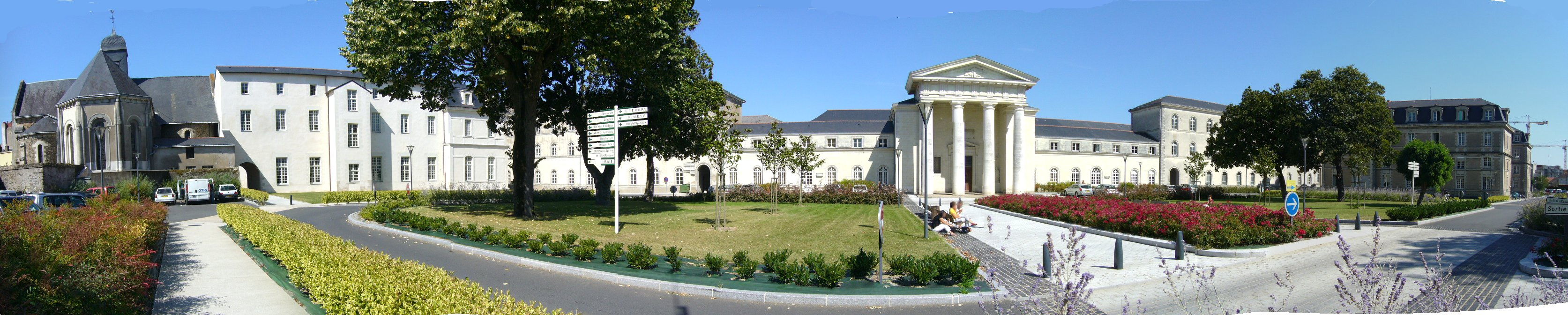
بانوراما (رؤية شاملة) للمستشفى في سنة 2009.

### لا بروفيدانس
يضم مبنى بروفيدانس معرضًا مقببًا ربما كان بمثابة قاعة طعام للرهبان الذين أعادوا بناء الدير في عام 1711.

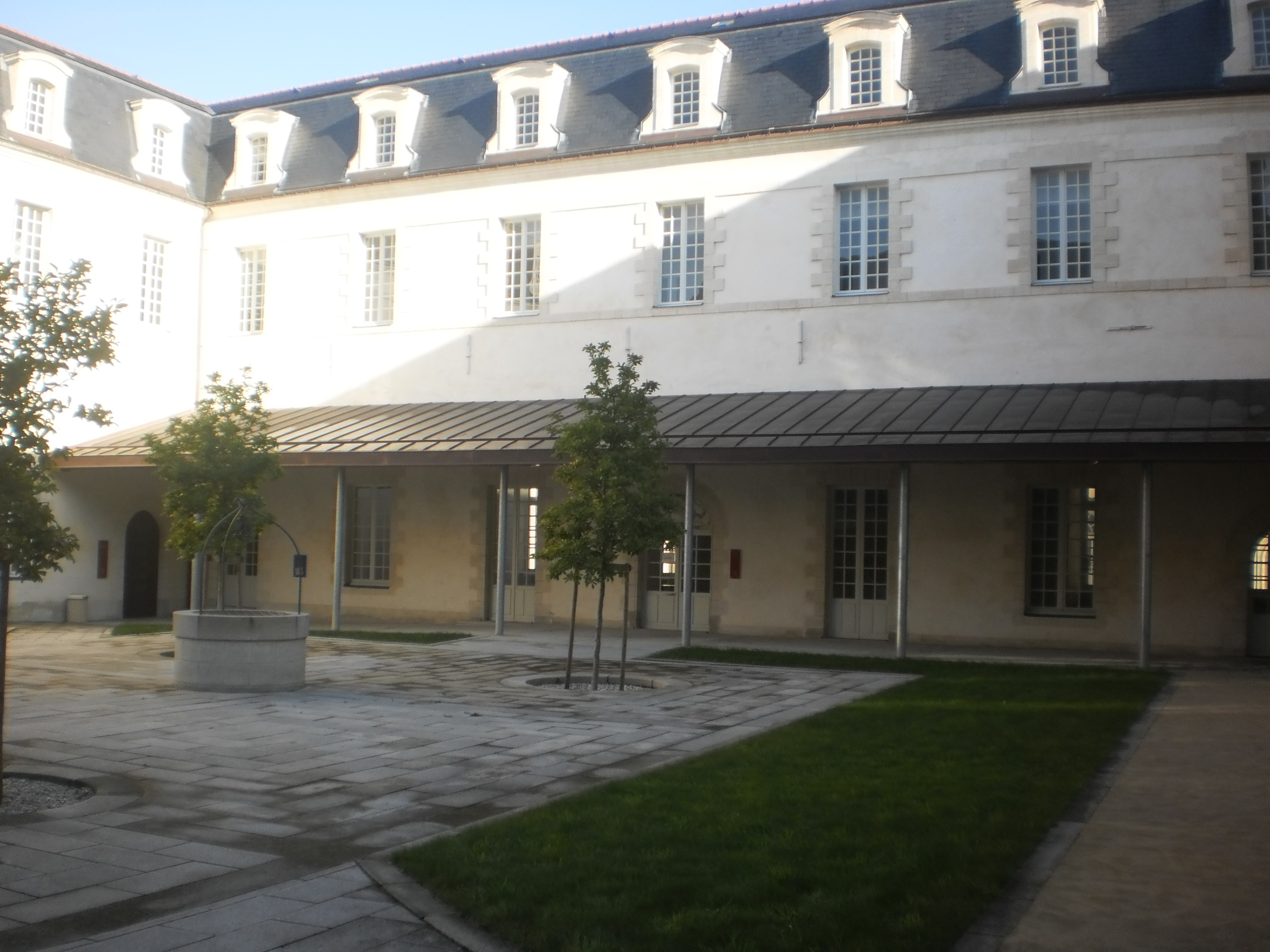
الفناء الداخلي.
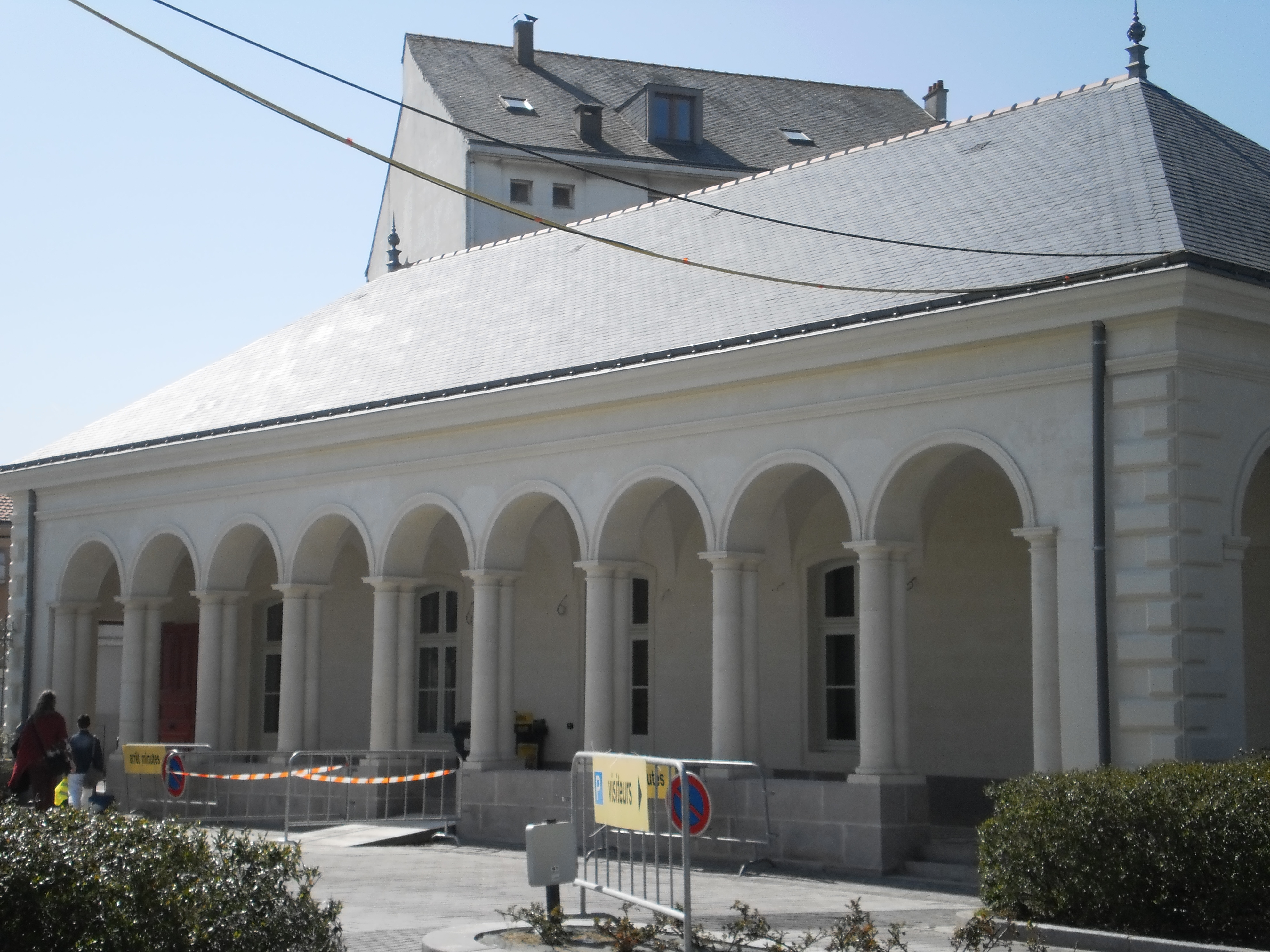
الجزء الغربي من المدخل الجنوبي.

### مدخل
المبنيان المحاذيان للمدخل الجنوبي هما من بين العناصر المدرجة كمعالم تاريخة فرنسية.

### المباني المركزية
عَمِلَ الأخوان لويس برودنت وكونستانت دويار، مهندسا المستشفى منذ عام 1831، على إتباع الطراز الكلاسيكي الجديد آنذاك، مع مراعاة أن تكون المباني متطابقة مع المعايير الأكثر تقدمًا في ذلك الوقت فيما يتعلق بالطب النفسي واستقبال كبار السن. حول الكنيسة، ترتبط المباني المتوازية والمتعامدة بأروقة ذات أعمدة توسكانية. أحد محاور التصميم الأساسية هو الشرفة على المُطّلة نهر لوار والواقعة في الشمال.

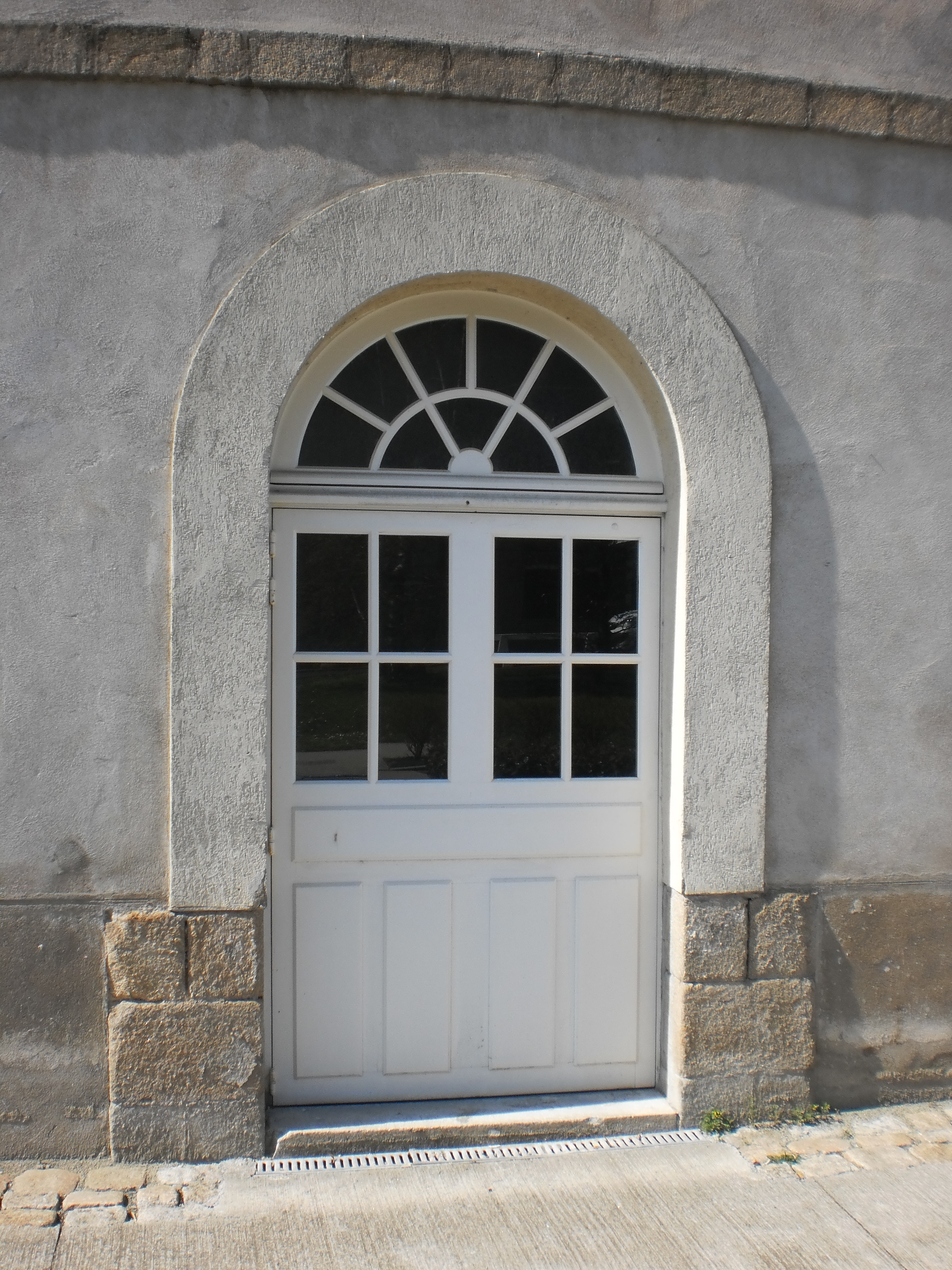
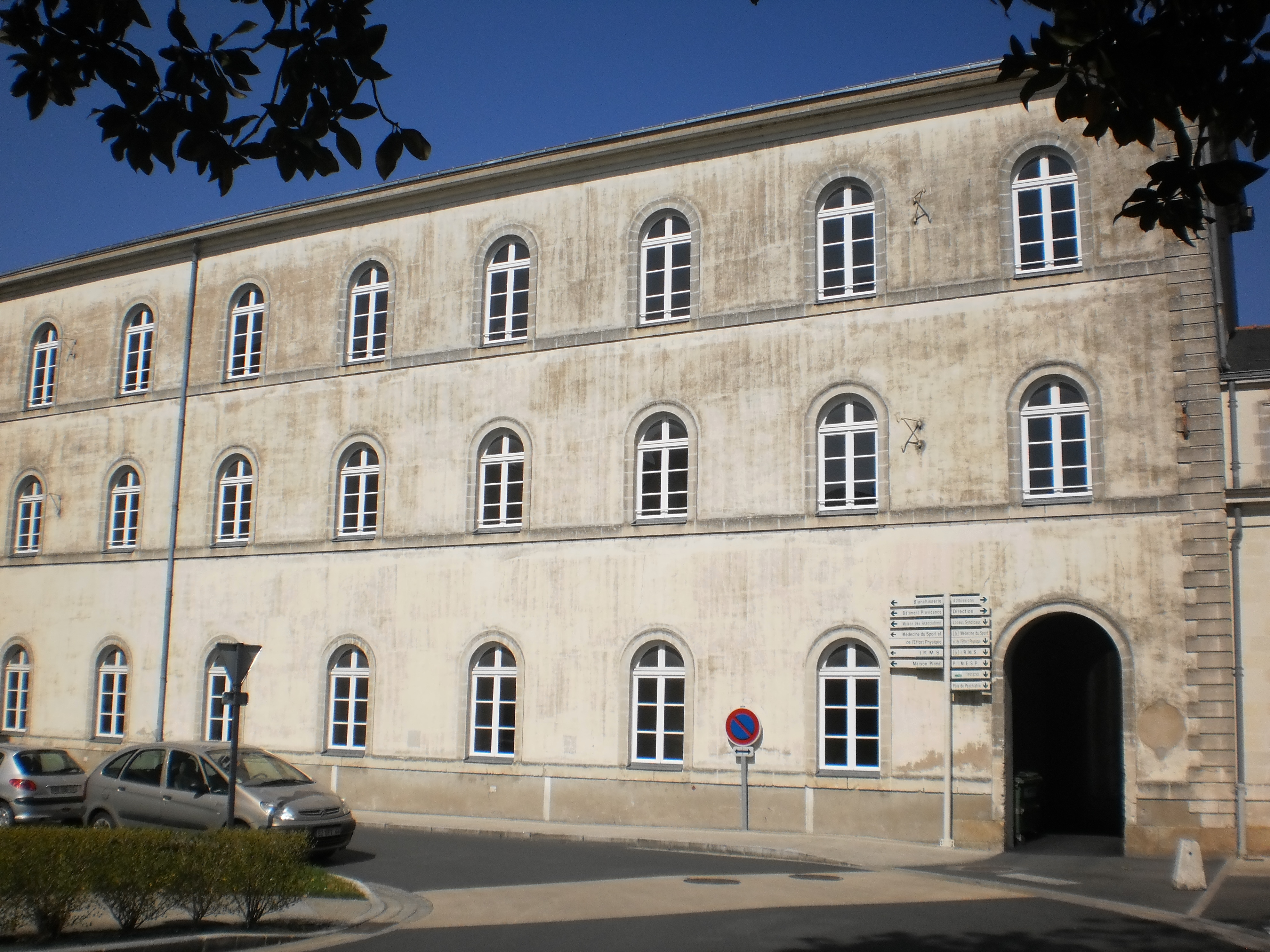
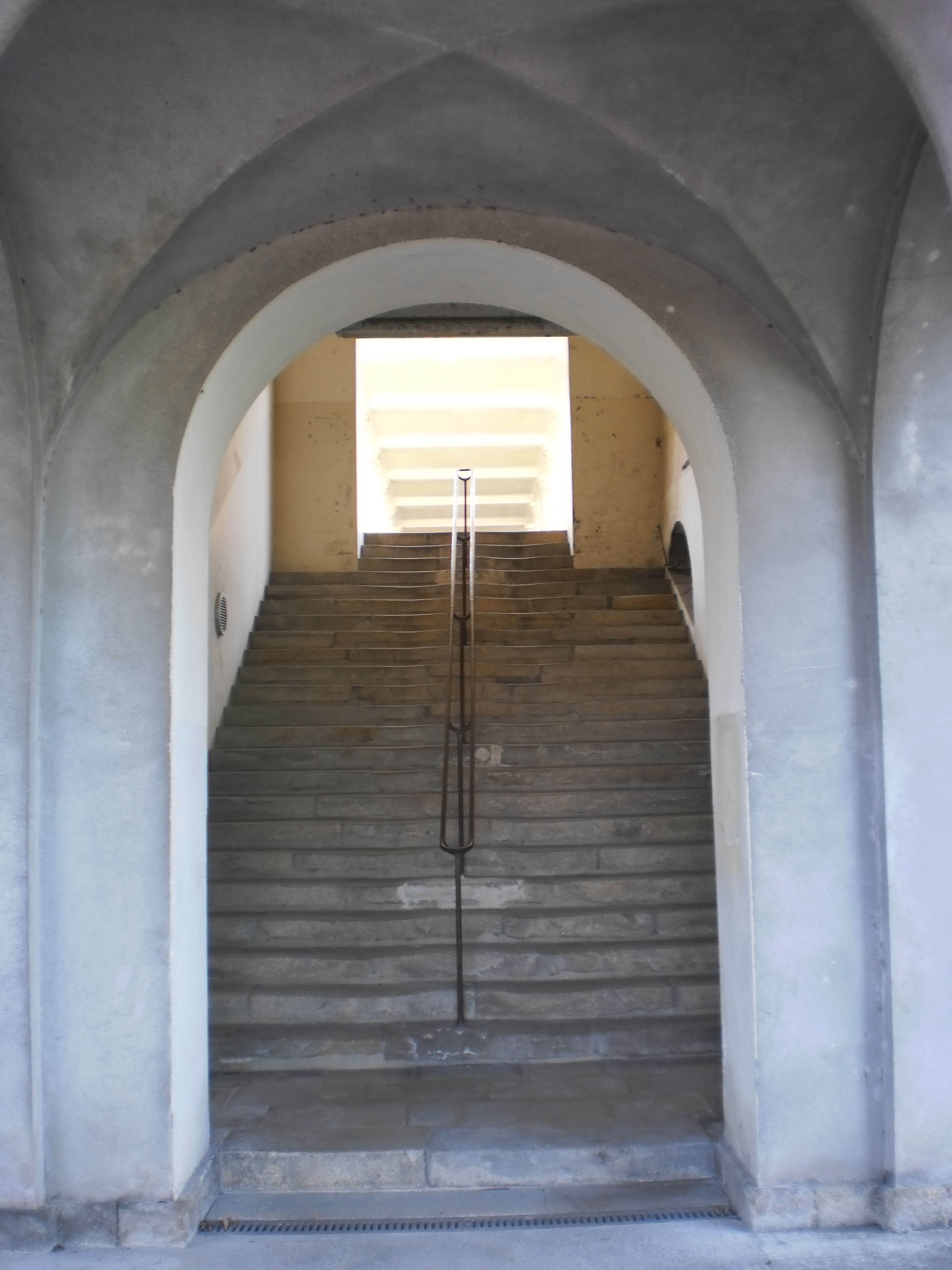

### جناح مونتفورت
جناح مونتفورت، الذي بني في 1931-1932.

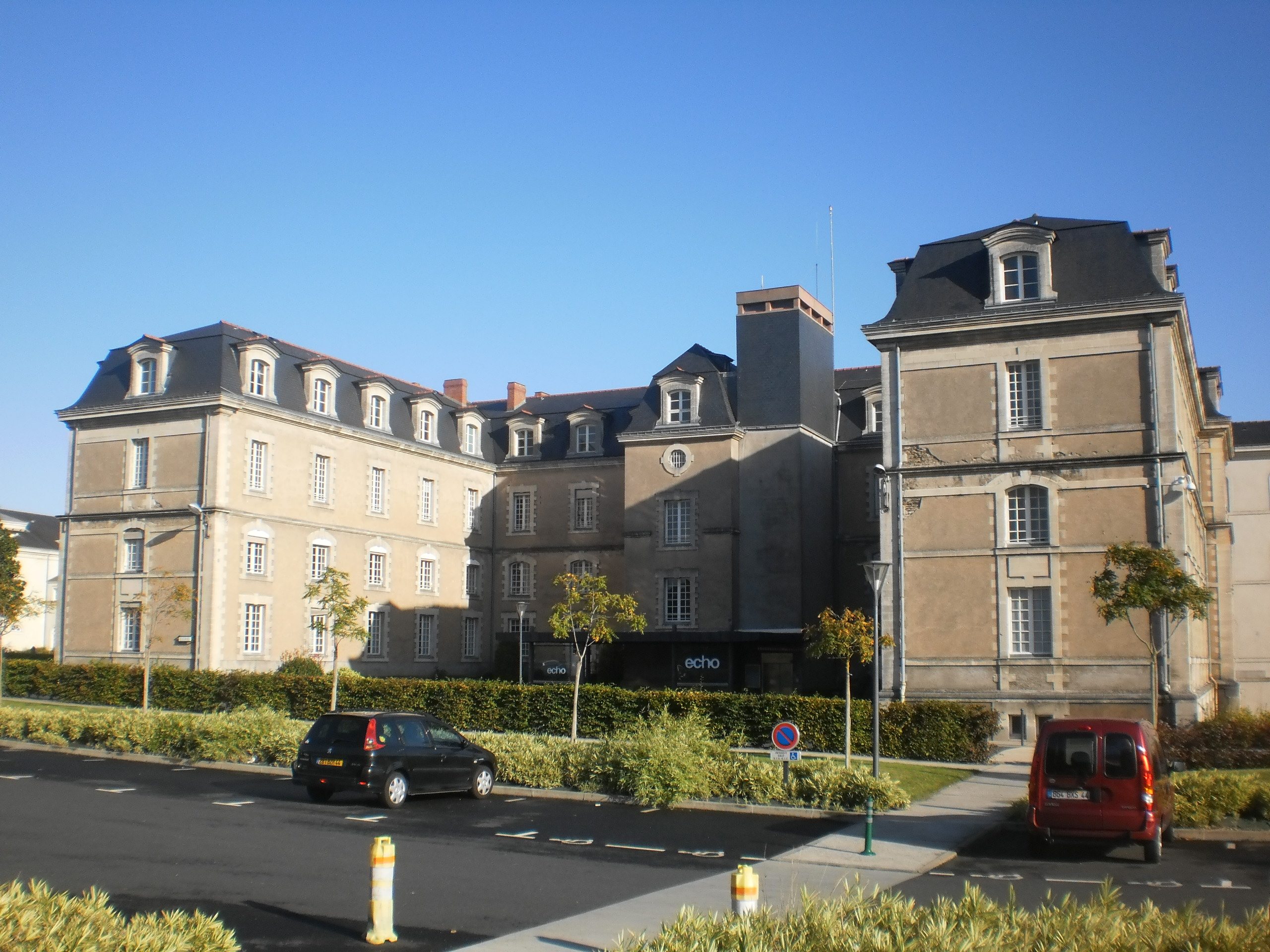
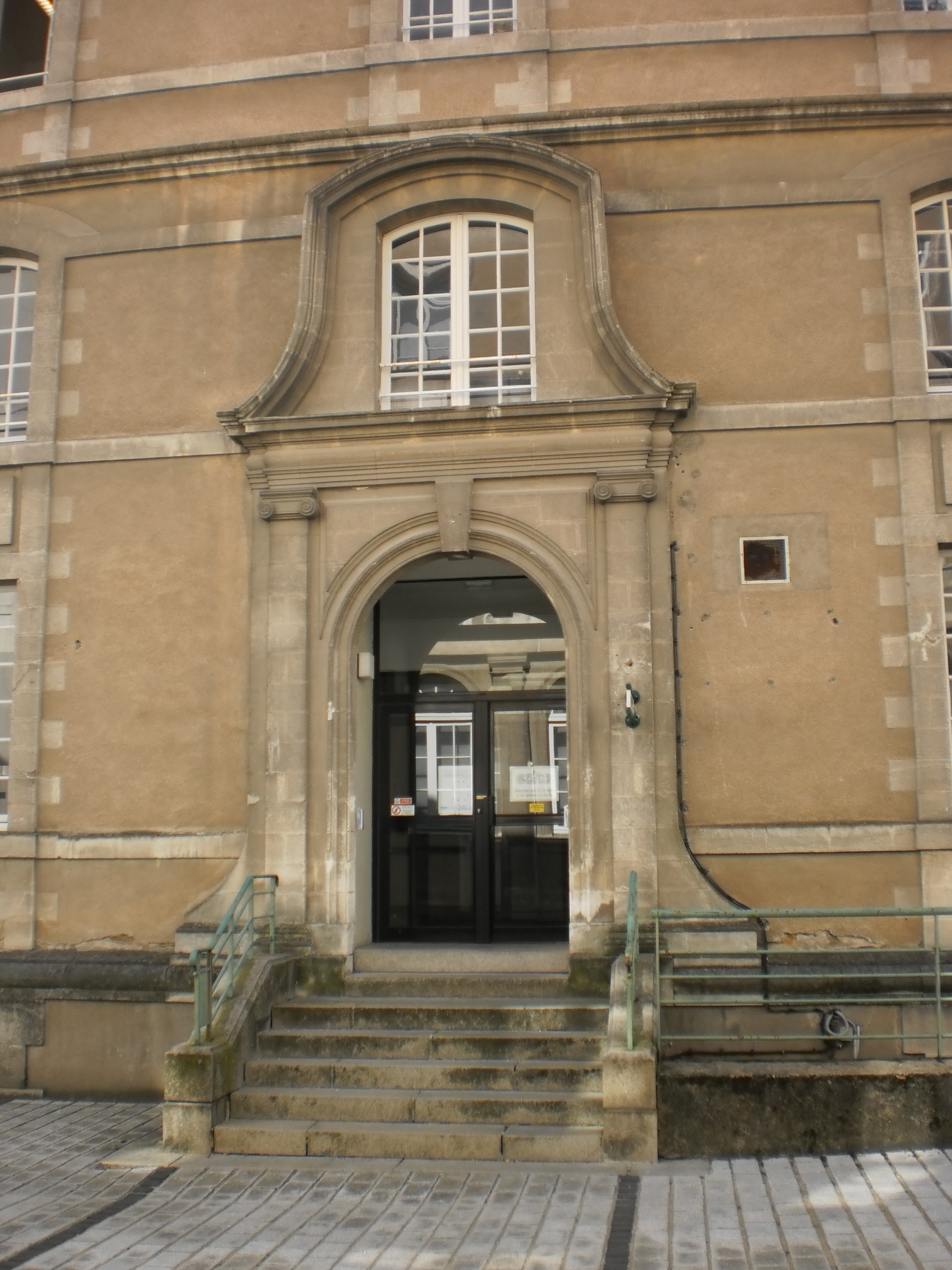

### كنيسة صغيرة

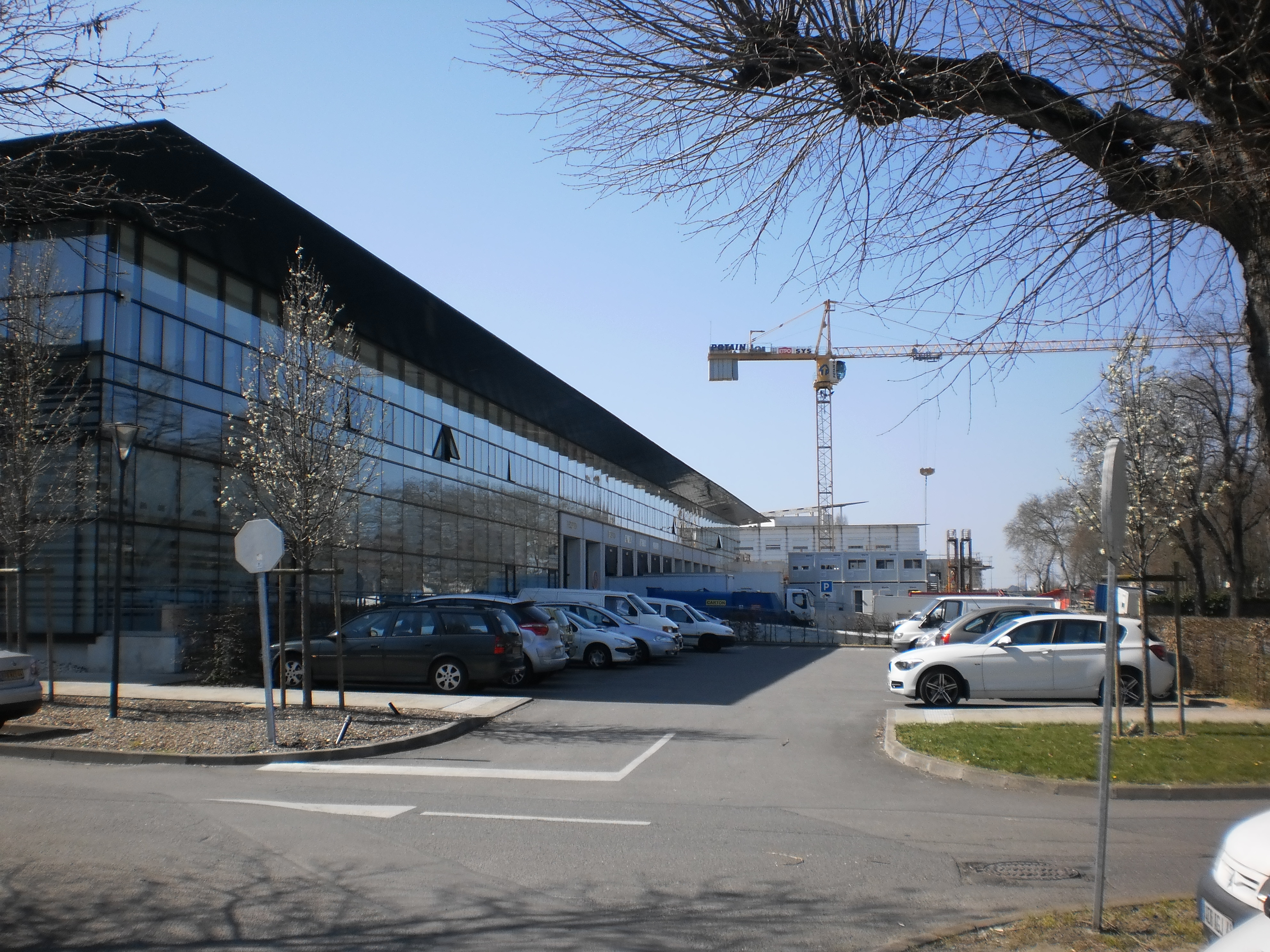
مواقف السيارات أمام مبنى المنصة اللوجستية.

تعد الواجهة اليونانية الجديدة للكنيسة، التي تواجه المدخل الرئيسي للمستشفى، وتحتل وسط المبنى، مثالًا للأسلوب الكلاسيكي المطبّق على مبنى ذي طابع ديني.

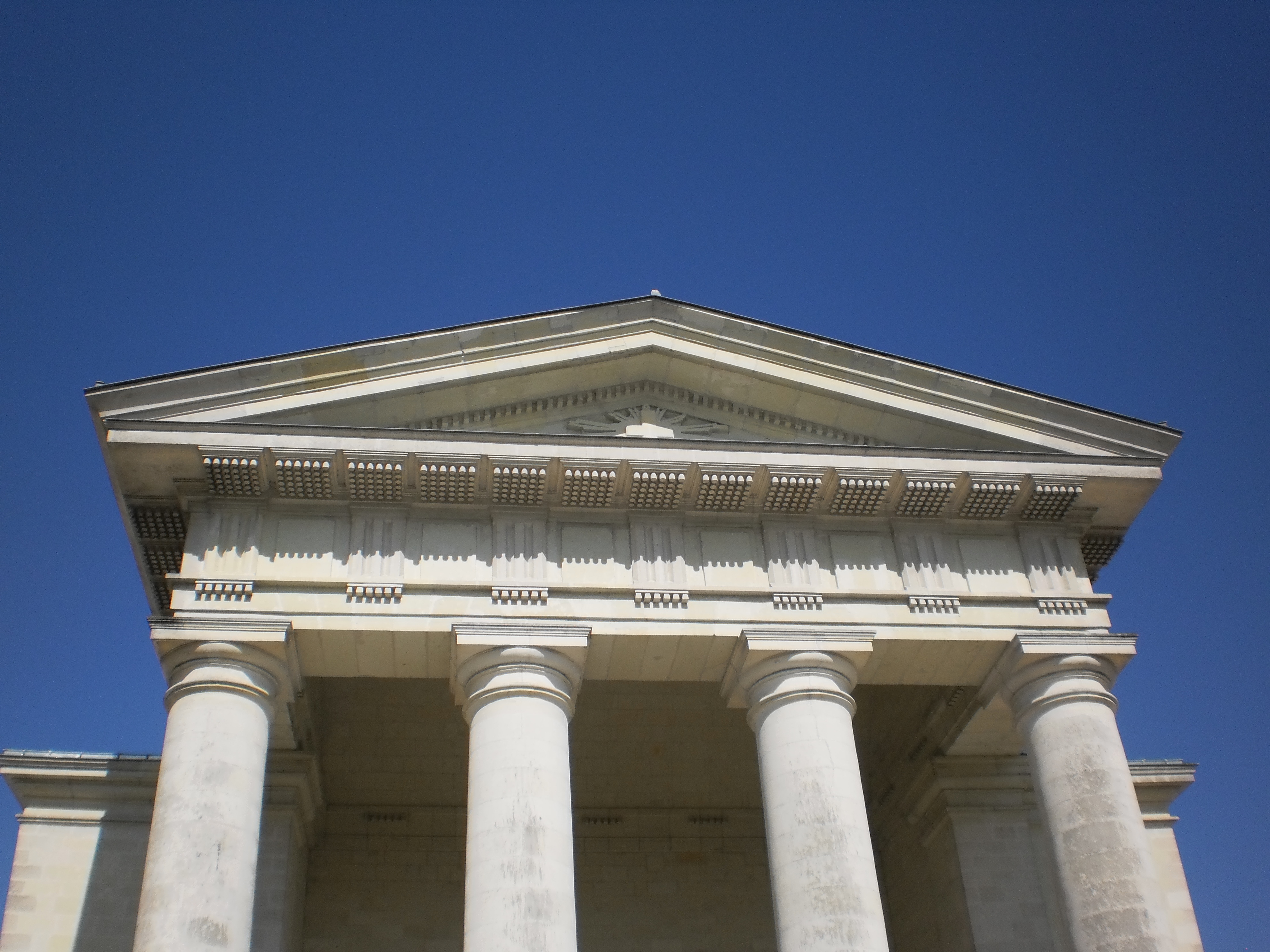
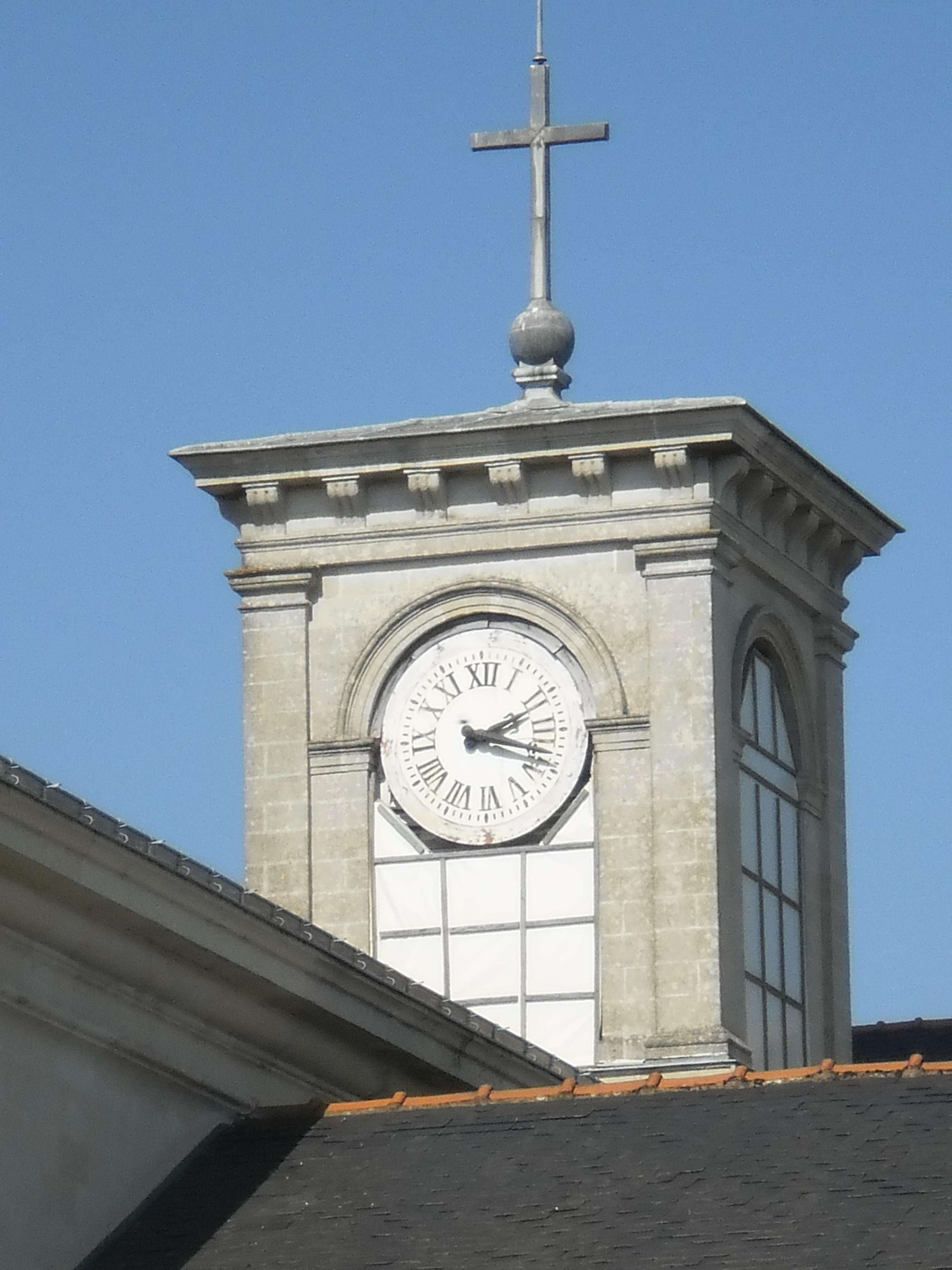
.
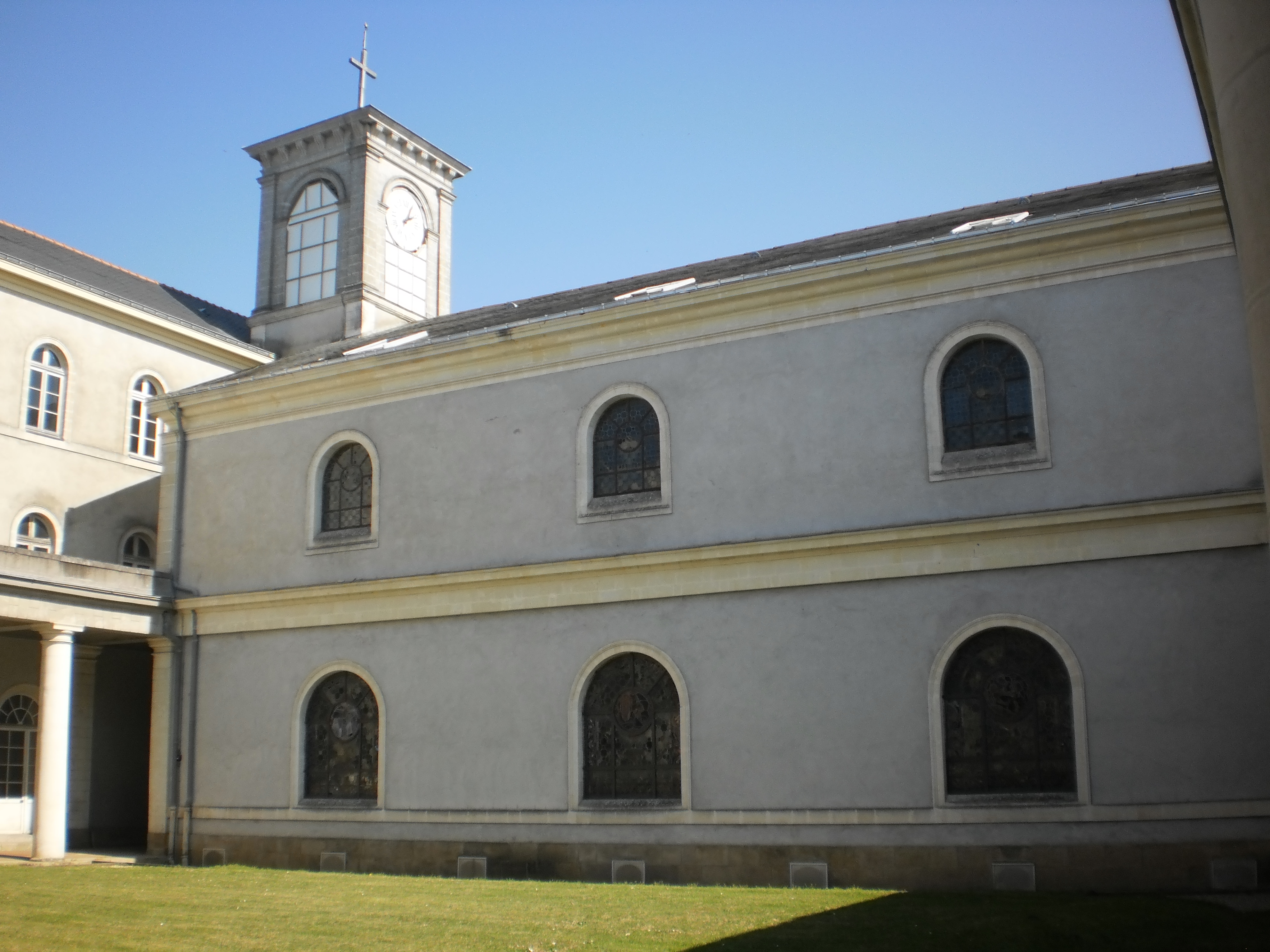

تحتوي الكنيسة على مقاعد خشبية من القرن الخامس عشر، من كنيسة القديس جيمس في بيرميل، أُنشئت هذه المقاعد بتكليف من الأسقف توماس جيمس، وهي مصنوعة من الخشب المنحوت. يتمتع صحن الكنيسة وجوقة الكنيسة بمظهر جميل يتناسب مع الواجهة، والأعمدة التي تسند الرواق العلوي مصنوعة من الخشب ومزينة. كما صمم الأخوان دويلارد تمثالين منحوتين في إشارة إلى المهندس المعماري الروماني القديم فيتروفيوس.

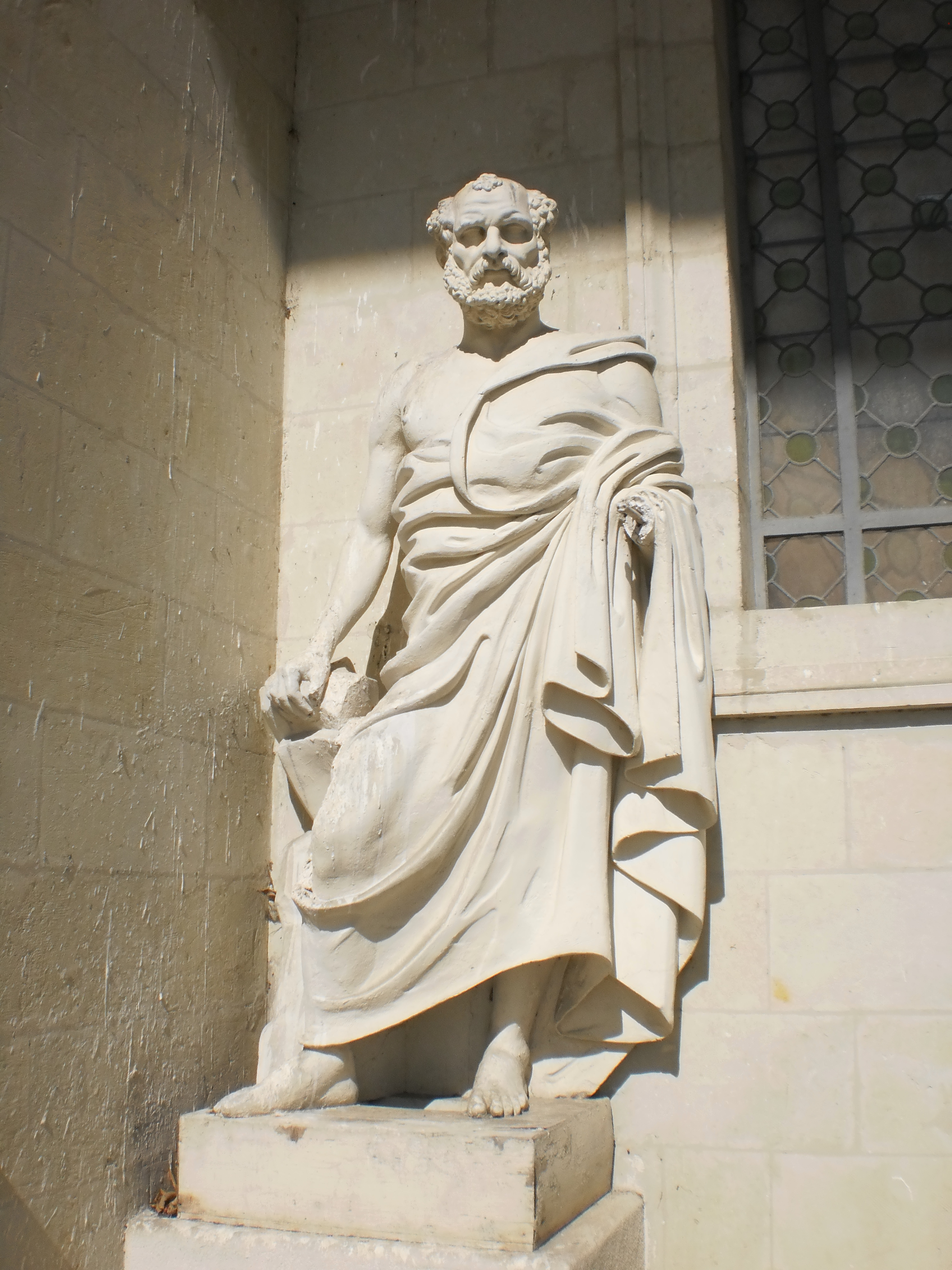
.
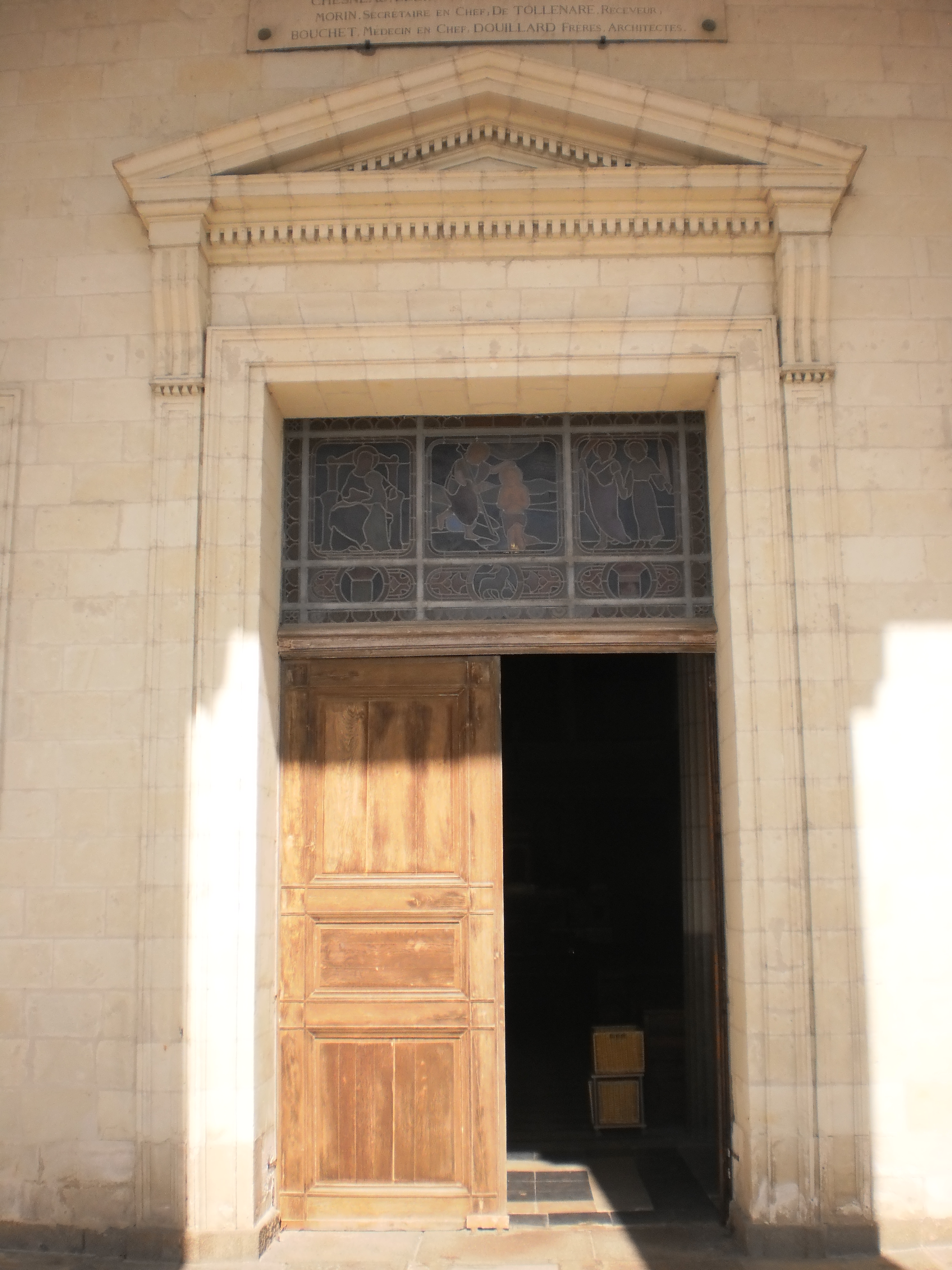
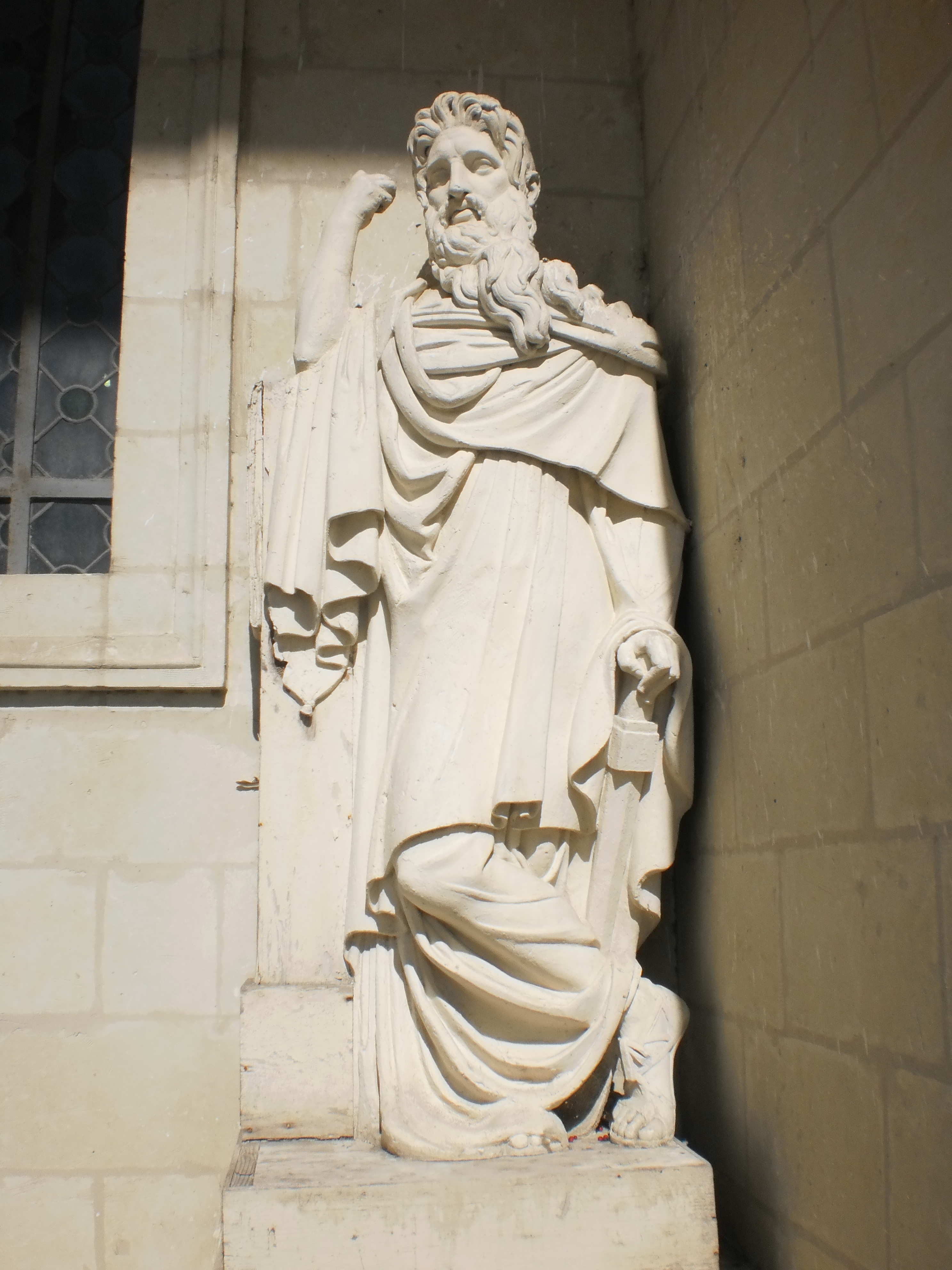
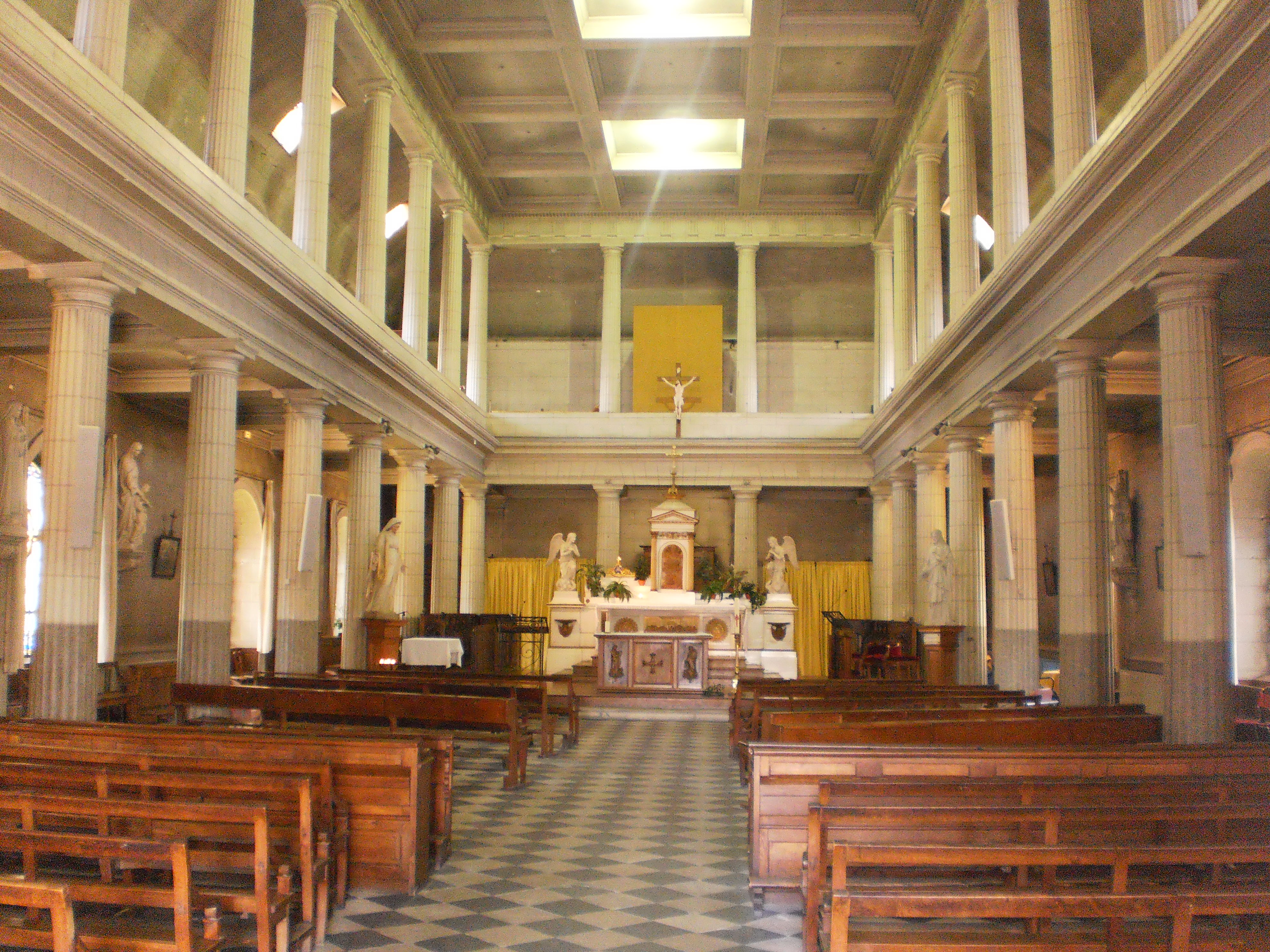
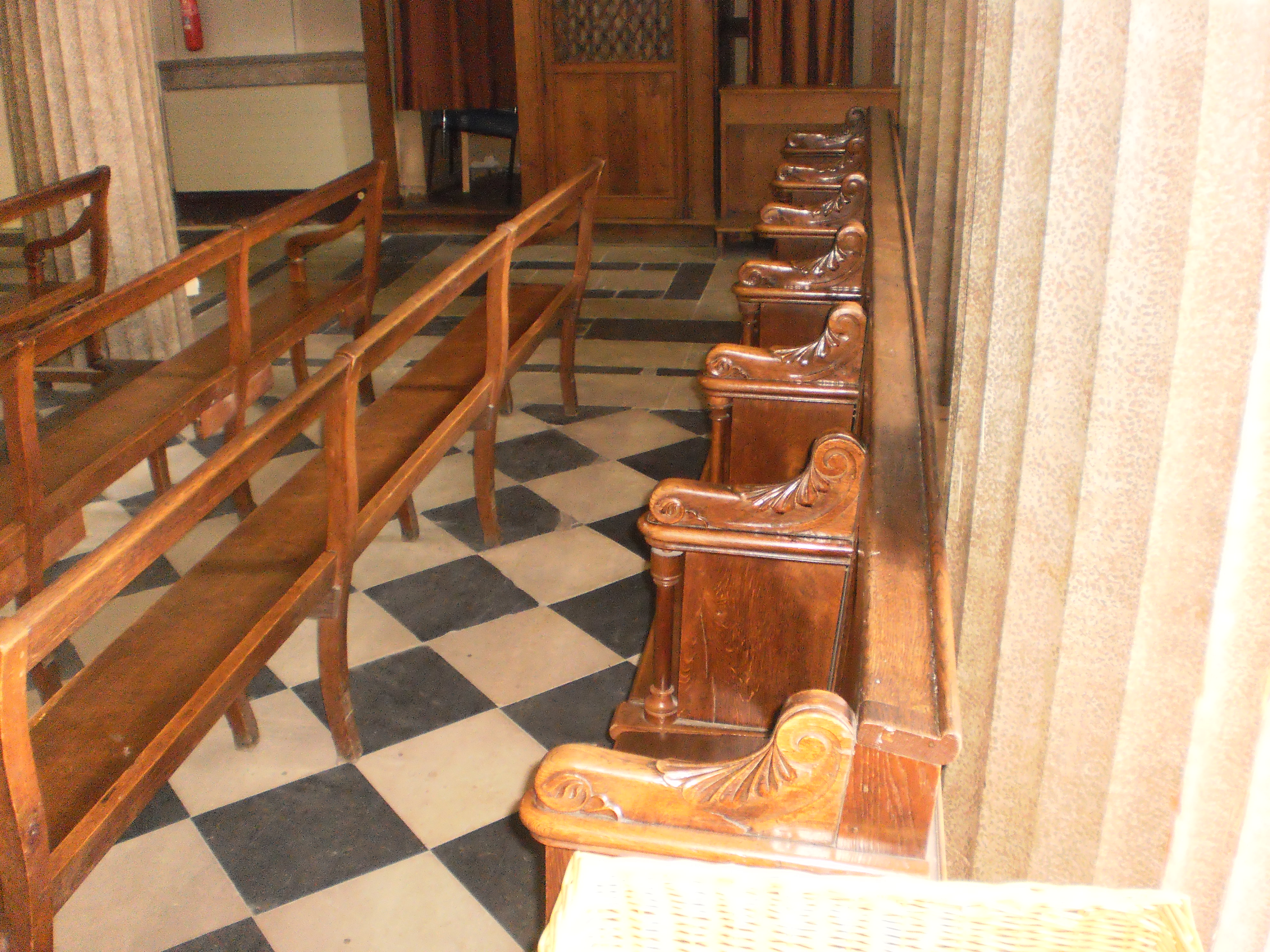
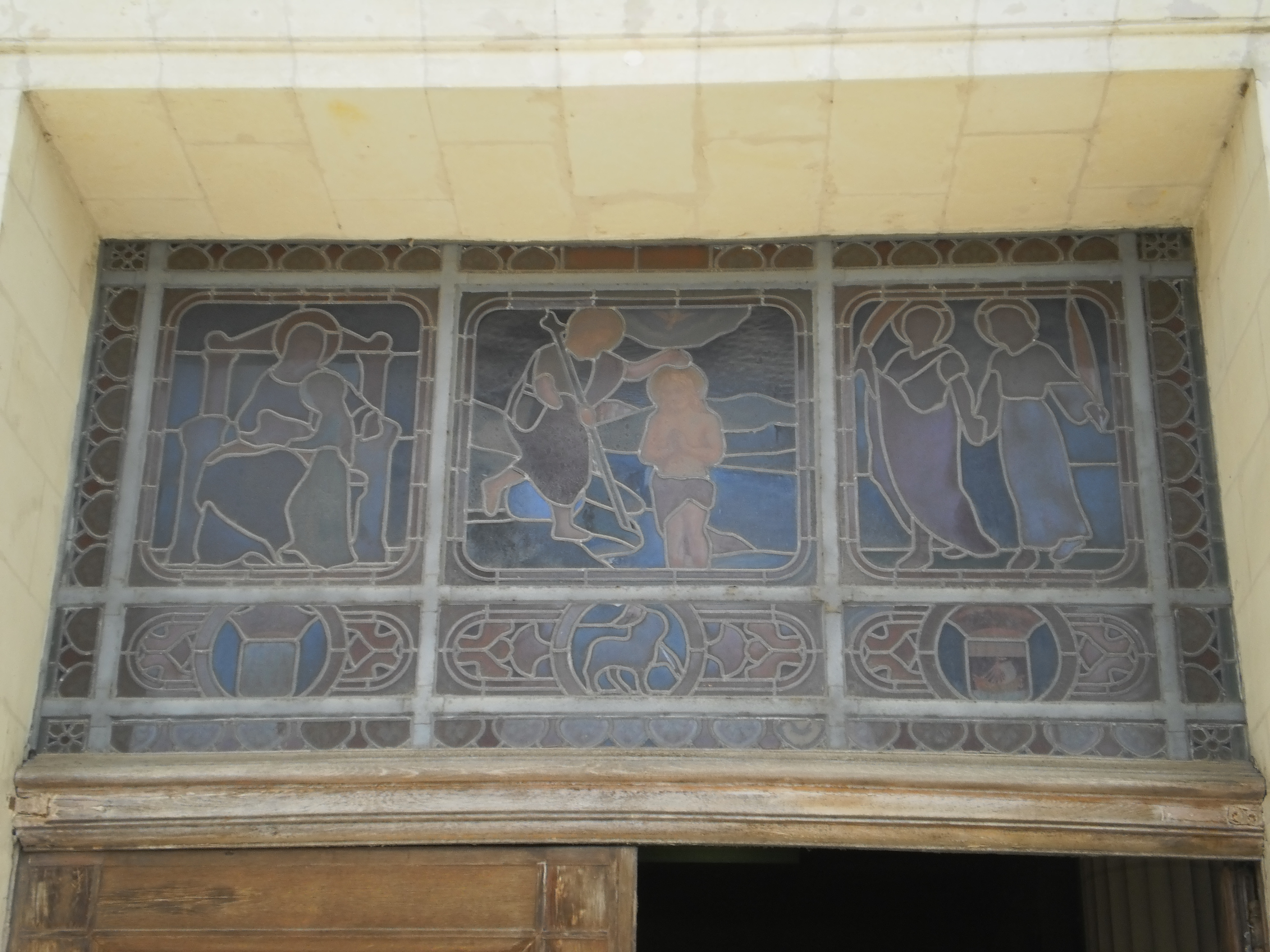

### مستودع لوجستيات
في عام 2006، أدت الاحتياجات اللوجستية للمستشفى إلى إنشاء مبنى جديد أشرفت على بناءه شركة الهندسة المعمارية AIA، وهو مبنى ذو طابع خاص ومغلف بالألومنيوم والزجاج.

### مركز الطب النفسي
في عام 2009، أُعيد تنظيم مجمع الطب النفسي، بُني وقتها ممر يهدف إلى ربط الأقسام ببعضها، وكان تصميم الممر مستوحى من ممر بوميراي في وسط مدينة نانت.

## تشغيل المستشفى في القرن الحادي والعشرين

### شرح عام
مستشفى سانت جاك واحدة من سبعة مؤسسات تابعة للمستشفى الجامعي في نانت، تستضيف المستشفى خدمات الطب الطبيعي وإعادة التأهيل والطب النفسي ورعاية المسنين. وهي أيضًا الموقع الذي يستضيف مستودع اللوجستيات الخاصة بالمستشفى الجامعي في نانت. نظرًا لأنها جزء من مستشفى جامعي، يُشرَف عليها من مجلس إدارة يترأسه جان مارك آيرولت منذ عام 2012، وهو رئيس بلدية مدينة نانت. تُنفذ المشاريع الطبية تحت إشراف هيئة توجيه مكونة من عشرة محترفين في مجال الرعاية الصحية.

### الخدمات
بالإضافة إلى خدمات الرعاية الصحية، تستضيف المستشفى أيضًا "المنصة الخاصة بالمدارس"، وهي تجمع بين مدارس التمريض ومساعدي الرعاية ومعالجي الأشعة الطبية، وما إلى ذلك.

مخطط المستشفى
أ - الباب الشمالي
ب - مختبر الحركة/طب الرياضة
خ - مركز مكافحة الإدمان
د - الطب النفسي القطاع 3
ي - الطب النفسي القطاع 5
ف - علم الشيخوخة
ج - مخازن مركزية
ه - الطب النفسي للأطفال
ز - المغسلة المركزية
ك - الكنيسة
ل - الإدارة
ن - مركز إعادة التأهيل العصبي
و - الطب النفسي القطاع 1
ح - الإدارة - المركز الفني واللوجستي
س - الاستقبال، المدخل الجنوبي
ت - ساحة المدارس

| أ - الباب الشمالي ب - مختبر الحركة/طب الرياضة خ - مركز مكافحة الإدمان د - الطب النفسي القطاع 3 ي - الطب النفسي القطاع 5 ف - علم الشيخوخة ج - مخازن مركزية ه - الطب النفسي للأطفال | ز - المغسلة المركزية ك - الكنيسة ل - الإدارة ن - مركز إعادة التأهيل العصبي و - الطب النفسي القطاع 1 ح - الإدارة - المركز الفني واللوجستي س - الاستقبال، المدخل الجنوبي ت - ساحة المدارس |

#### الخدمات السريرية والطبية التقنية

##### وحدة الإدمان
تضم خدمة الإدمان في مستشفى سانت جاك مجموعة من الوحدات التي تقدم الرعاية للمرضى الذين يعانون من إدمان الكحول، وتدخين التبغ، وتعاطي المخدرات، أو الاهتمام المفرط بأنشطة مثل القمار أو الممارسات الجنسية.
يُطلق على وحدة الإدمان المرتبطة بالتعاطي اسم "وحدة الاستشفاء غيوم أبولينير". تعتمد هذه الوحدة على فريق طبي مكون من طبيب ومعالج نفسي وممرض رئيسي وممرض ثانوي وعامل اجتماعي، وهي مخصصة لاستقبال مدمني المخدرات والكحول والأدوية الذين تبلغ أعمارهم 16 عامًا أو أكثر.
وحدة الاستشفاء لو أندرياس سالومي (اسمها مأخوذ من امرأة أدبية ألمانية كانت قريبة من سيغموند فرويد) تستقبل الأشخاص الذين تتراوح أعمارهم بين 16 و 35 عامًا ويعانون من إدمان الأنشطة (مثل الإدمان على القمار أو الإدمان الرقمي أو اضطرابات التغذية). وفي عام 2011، كان فريق العمل مكونًا من عامل اجتماعي ومدير صحة واختصاصي تغذية وستة عشر ممرضًا وطبيبين ومعالج نفسي واحد.

##### مركز نانت للأبوة والأمومة
مركز نانت للأبوة والأمومة هو جزء من خدمة علاج اضطرابات الأطفال، ويهدف إلى دعم العلاقة بين الوالدين والأطفال، بالإضافة إلى تقديم الرعاية والدعم للأطفال الذين يعانون من مشاكل في التطور في مراحل مبكرة من حياتهم. يوجد في مستشفى سانت جاك وحدة "الهوم"، وهي وحدة استقبال للنساء الحوامل أو اللاتي ولدن حديثًا. تهدف هذه الوحدة إلى مساعدة النساء اللواتي يحتجن إلى دعم خاص، سواء من خلال الإقامة بوقت كامل في المستشفى أو من خلال الإقامة النهارية فقط. يتضمن الفريق المتخصص في هذه الوحدة مجموعة متنوعة من الخبراء مثل أطباء نفسيين للأطفال وأخصائيين في علم النفس الحركي.

##### مركز المساعدة في التعامل مع مرتكبي العنف الجنسي (Cravs)
مركز الموارد للمساعدة في التعامل مع مرتكبي العنف الجنسي في منطقة باي دو لوار هو مركز مُخصص لتوفير المعلومات وتعزيز التواصل بين محترفي الرعاية الصحية ومهنيي القانون والخدمات الاجتماعية والتعليمية، بالإضافة إلى العائلات، حول التشريعات والعلاجات المتاحة لمرتكبي العنف الجنسي. يُدرب المركز أيضًا المحترفين على كيفية التعامل مع هؤلاء الأشخاص وتقديم الدعم اللازم لهم.
وظيفة المركز هي تقديم المعلومات والتوجيه للمحترفين والأفراد والعائلات حول كيفية التعامل مع مرتكبي العنف الجنسي وما يتعلق بالتشريعات والقوانين المتعلقة بهم. كما يقوم المركز بتوفير التدريب للمحترفين لتحسين قدراتهم على مساعدة هذه الفئة من الأشخاص وتقديم العلاج المناسب لهم.

##### وحدة الإستشفاء العقلي للأطفال (SHIP)
هي وحدة موجودة داخل مستشفى سانت جاك وهي غير تابعة للمستشفى الجامعي. مستشفى سانت جاك هي المستشفى الوحيدة في مقاطعة لوار أتلانتيك الفرنسية التي توفر أسرّة الإستشفاء العقلي للأطفال. تقتصر الخدمة على عشرة أسرّة في المقاطعة بأكملها، بما في ذلك سرير واحد فقط لحالات الطوارئ. يُنقل المرضى الصغار في بعض الأحيان إلى قسم البالغين نظرًا لأن الوحدة غالبًا ما تكون مشغولة بالكامل.

##### منزل بيرميل - طب الشيخوخة
منزل بيرميل هو اسم يُطلق على مبنى صُمم من قبل مكتب المهندسين المعماريين AIA (Architectes Ingénieurs Associés) مُنح تصريح البناء له في عام 1991، وبدأت أعمال البناء في عام 1993، وافتتح في عام 1994. هذا المبنى مخصص لاستضافة كبار السن الذين يحتاجون إلى رعاية صحية مستمرة، بالإضافة إلى الأشخاص الذين يعانون من إعاقات جسدية أو نفسية ويحتاجون إلى رعاية طويلة الأمد في مجالات الجيرنتولوجيا والجيرياتريا. في عام 2012، كان هناك 24 سريرًا مخصصًا للرعاية القصيرة و160 سريرًا للرعاية طويلة الأمد في هذا المبنى.

##### قسم إعادة التأهيل العصبي
تأسس قسم إعادة التأهيل العصبي في عام 1978، وهو مخصص لعلاج الأشخاص الذين يعانون من تلف عصبي.
يتكون القسم من عدة وحدات:
1. وحدة خاصة لذوي إصابات الحبل الشوكي تحتوي على 30 سرير.[ج 14]
2. وحدة لذوي المشاكل عصبية تتضمن 18 سريرًا نهاري و5 أسرّة أسبوعية.[ج 15]
3. وحدة متعددة الاستخدام (مشاكل حركية أو عقلية، تقرحات الجلد، مضاعفات ثانوية نتيجة لتلف الحبل الشوكي) تحتوي على 30 سرير.[ج 16]
4. وحدة للرعاية ما بعد العلاج تحتوي 30 سريرًا.[ج 17]
5. وحدة خاصة للأشخاص الذين يعانون من مشاكل في الدماغ (التي تنجم عن الإصابات أو السكتات الدماغية أو الأضرار العصبية) تتضمن 30 سرير.[ج 18]

##### الصيدلية
الصيدلية المركزية هي المسؤولة عن إدارة وتوزيع الأدوية إلى الصيدليات الداخلية في كل من مستشفى أوتيل ديو، مستشفى نورد لانيك، ومستشفى سانت جاك. كما تدير أيضًا توزيع الأجهزة الطبية إلى وحدات الرعاية التي تتبع مستشفى جامعة نانت. بالإضافة إلى ذلك، تتولى الصيدلية المركزية عملية تعقيم الأدوات الطبية. في عام 2011، كان يعمل في الصيدلية ما مجموعه 37 موظفًا، بما في ذلك 10 أطباء. وتستضيف الصيدلية المركزية أيضًا مكتب OMEDIT بي دو لوار، وهو هيكل دعم يتبع الوكالة الإقليمية للصحة والذي يعمل في مجال الأدوية والأجهزة الطبية.

##### مركز المعلومات الطبية والتقييم والصحة العامة (Pimesp)
هذا المركز مخصص للمهنيين في مجال الرعاية الصحية، حيث يقدم دعماً في مجالات مثل تقديم المعلومات الطبية، تقييم الممارسات المهنية، إدارة المخاطر، التثقيف الصحي، وصحة العمل والمخاطر المهنية. كما يمتلك هذا القسم أيضاً خبرات في مجال البحث لصالح الصحة العامة، بما في ذلك مجالي الوبائيات والإحصاءات الحيوية.

##### وحدة الطب النفسي

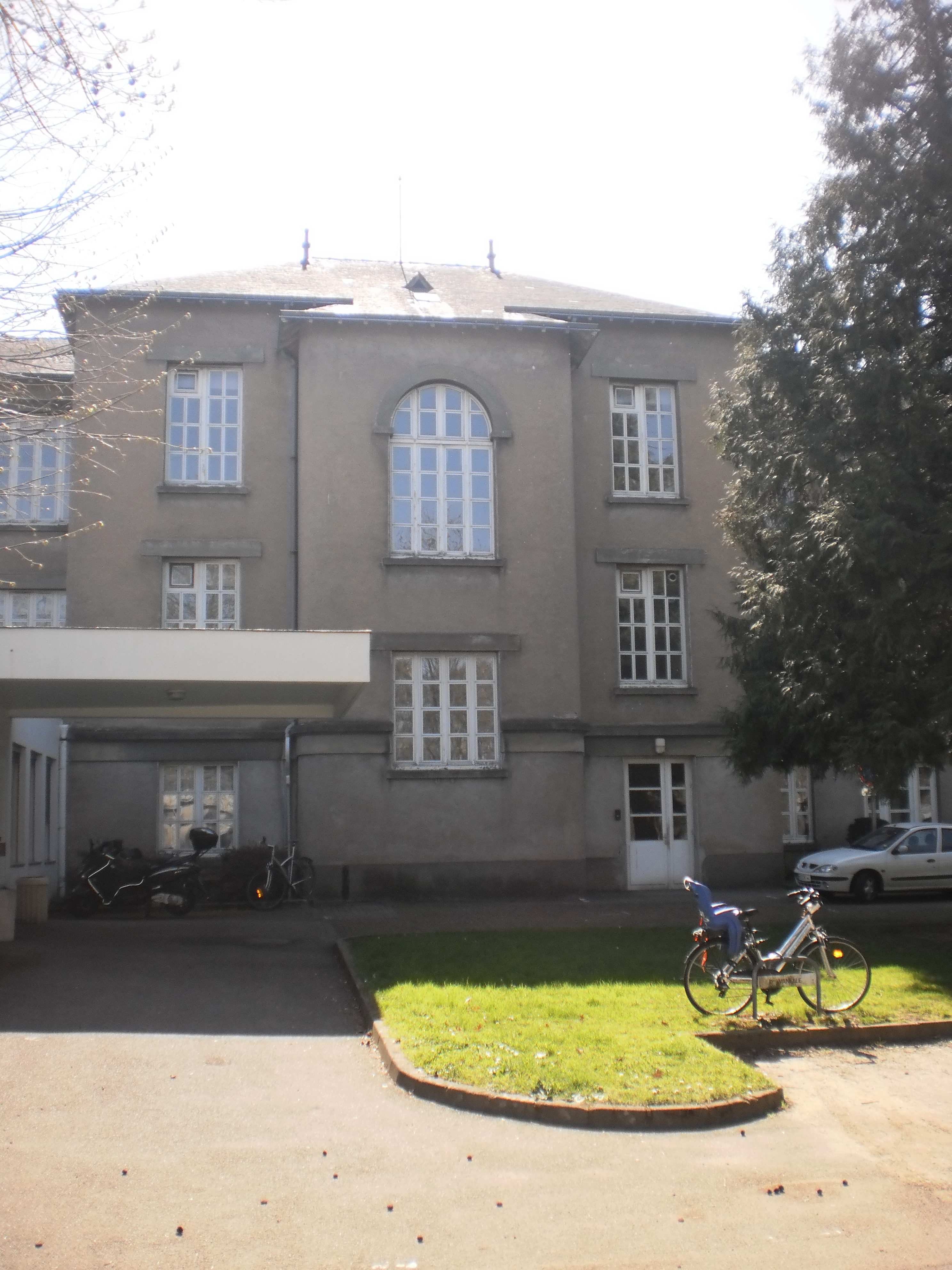
مبنى قطاع الطب النفسي 1.

###### قطاع الطب النفسي 1
يتمثل القطاع 1 في تغطية مناطق كويرون، إندر، وسانت هيربلان. في عام 2009، توبع 2617 مريضًا في هذا القطاع (عولج 2066 منهم جزئياً)، بمتوسط مدة إقامة 16 يوم. أما الإقامة الطويلة تكون في القسم الأسبوعي، والذي يتسع لـ 11 شخصًا، بالإضافة إلى وجود وحدتين للإقامة الكاملة، إحداهما مفتوحة تتسع لـ 23 شخصًا والأخرى مغلقة وتتسع لـ 10 أشخاص، وتوجد غرفتين منها مخصصتين للرعاية المركّزة. هناك أيضًا وحدة طبية نفسية تعمل بالتعاون مع القطاعين 4 و 5 تسمى مركز الصحة النفسية المتعددة الاختصاصات (CMP Ouest) والموجودة في شارع لاموريسيير.

###### قطاع الطب النفسي 2
القطاع 2 مرتبط بالقطاع 3، حيث يغطي جزيرة نانت وجنوب نانت، بالإضافة إلى بلديات كاركيفو وسانت لوسيه سور لوار وسانت سيباستيان سور لوار وباس جولين وهوت جولين وسان جوليان دي كونسيل ولا شابيل باس مير. يقع في مبنى بيير جانيت وهو مسؤول عن الرعاية والوقاية فيما يتعلق بالصحة العقلية لسكان منطقته الجغرافية.

###### قطاع الطب النفسي 3
قطاع الطب النفسي 3 يغطي مناطق مالاكوف سانت دوناتيان وسانت جوزيف دي بورتيري ودولون بوتيير. ويجمع بين الوحدتين كاميل كلوديل وغاستون شيساك. يتبع هذا القطاع وحدة العلاج النفسي الطبي متعدد التخصصات (Sappid)، والتي تقوم بالبحث والتدريب في مجال الاضطرابات النفسية المزمنة.

###### قطاع الطب النفسي 4
القطاع 4 يغطي مناطق نانت نور وبريل باربري وهوت بافيه سانت فيليكس ووسط مدينة أورفو. وهو مسؤول عن الرعاية والوقاية فيما يتعلق بالصحة العقلية لسكان منطقته الجغرافية ويشمل ثلاث وحدات تتمثل في الوحدتين للإقامة والعناية (Matisse وBreton)، ووحدة Ulysse لاستقبال المصابين بأمراض نفسية.

###### قطاع الطب النفسي 5
القطاع 5 يغطي مناطق ديرفالييه زولا وبلفيو شانتيناي ووسط المدينة. يقدم القطاع الرعاية لسكان المنطقة في مجال الصحة العقلية، ويضم وحدتين للإقامة (Dali وTati)، ومساحة مخصصة لرعاية البالغين في فترة الأزمات. توفر هذه المساحة 12 سريرًا للإقامة الكاملة وثلاث أسرّة للإقامة النهارية للمراهقين، وتنسق أيضًا الأنشطة المتعلقة برعاية الشباب من 11 إلى 21 سنة، بالإضافة إلى الاستشارات والتوجيه.

## مستشفى سان جاك في الثقافة

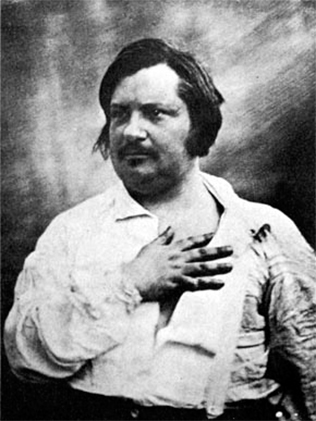
الكتاب الفرنسي أونوريه دي بلزاك عام 1842.

في روايته "Pierrette" التي كُتبت في عام 1839، استخدم الكاتب أونوريه دي بلزاك ملجأ مسنين سانت جاك في نانت كمكان للأحداث. كان المستشفى موجودًا في ذلك الوقت عند كتابة العمل، لكنه لم يكن موجودًا في الفترة التي جرت فيها الأحداث (1824-1829). وجاء في الرواية:
منذ دخول والديها إلى ما يشبه دار المسنين، كانت بييريت، الشابة الفاتنة، تعاني بشكل مروع من العيش هناك، حتى أنها شعرت بالسعادة عندما علمت أن لها والدين أثرياء. عندما علمت برحيلها، جاء بريغو، ابن القائد السابق ورفيقها منذ الصغر، والذي أصبح نجارًا في نانت، ليقدم لها المبلغ اللازم للسفر بالعربة، وهو 60 فرنكًا، وهي كل كنزه الذي جمعه ن البقشيش أثناء فترة تدريبه.
في رواية "Le Bachelier" التي كُتبت في عام 1881، استوحى جول فالي من الاعتقال الذي عانى منه في سان جاك قبل ثلاثين عامًا. يصف ماكس جالو في كتابه جول فاليه قسوة الاعتقال في سان جاك.
وفي رواية "Le petit teigneux de Saint-Jacques" للكاتب جاستون بلاندين، تروى قصة دخول طفل من منطقة ريتز عام 1910 إلى مستشفى سانت جاك. كما أُستخدمت المستشفى كمكان لإحدى المشاهد في فيلم "Cessez-le-feu" الذي أُنتِج في عام 2017 وأخرجه إيمانويل كوركول.

## شخصيات مرتبطة بمستشفى سان جاك

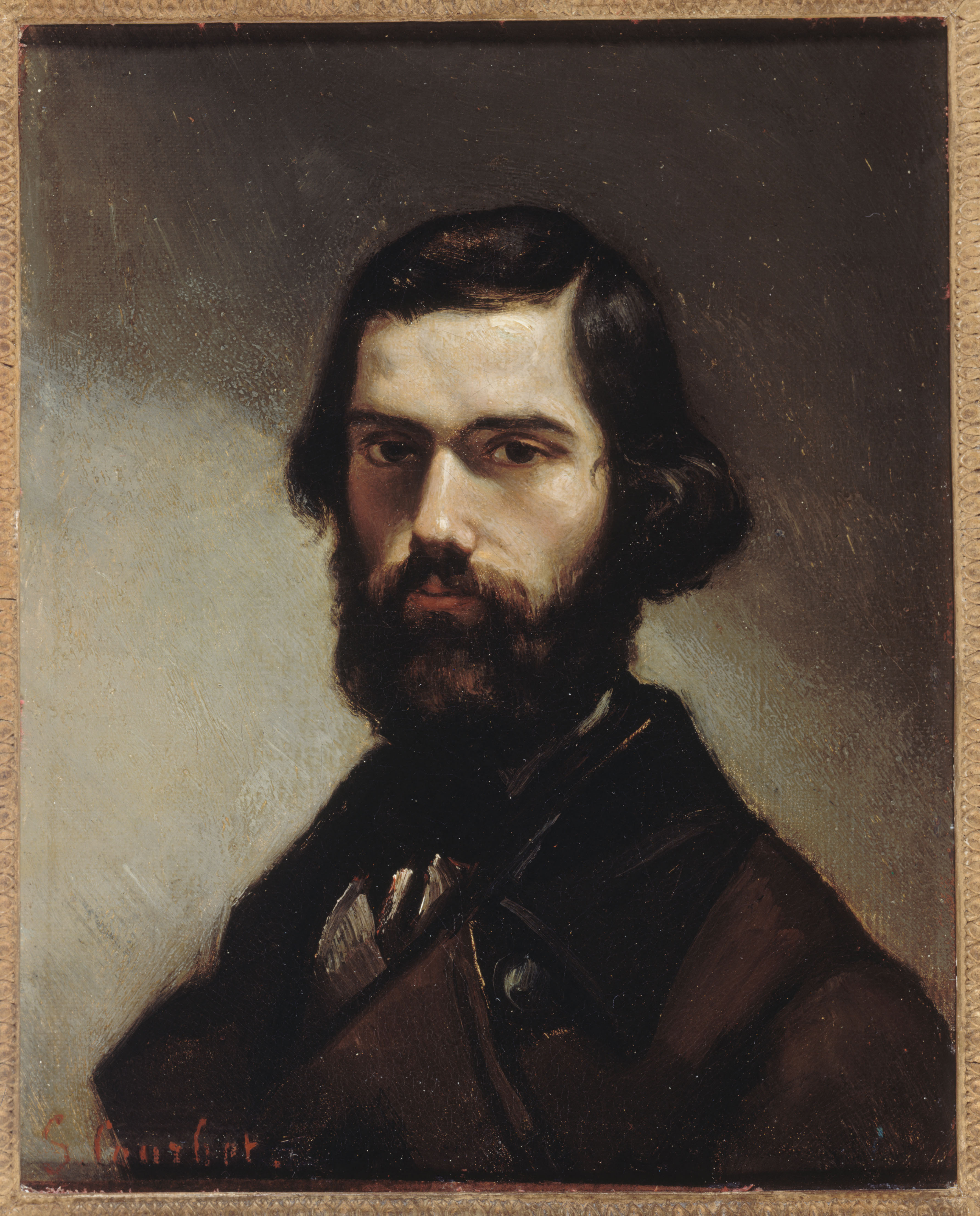
صورة لجول فاليس عام 1861، رسمها غوستاف كوربيه.

- هنري ثيودور دريوليه (1805-1863)، مهندس معماري ومؤلف لبرج كنيسة سانت كروا ونافورة سانت كروا في ساحة رويال في نانت، قاد مؤقتا أعمال تجهيز المستشفى بعد عام 1834.
- السيد دولاك (توفي في 23 أغسطس 1869)، ملازم قديم في البحرية، وآخر ناجي من غرق السفينة لوميديوس، قضى أيامه الأخيرة في سانت جاك كمنتفع برعاية دور المسنين الذي يدفع رسوما مقابلها.
- جول فاليه (1832-1885)، أستاذ وكاتب فرنسي، أجبر على الانتقال إلى قسم المرضى النفسيين في 31 ديسمبر 1851 وبقي هناك حتى 2 مارس 1852.[أ 41]
- جورج كليمنسو (1841-1929)، طبيب وسياسي فرنسي، كان طبيبًا شابًا في قسم المرضى النفسيين بين مارس وأكتوبر 1861.
- جاك سيرف، والد باربارا، توفي في 20 ديسمبر 1959 أثناء إقامته في مستشفى سانت جاك لعلاج ورم في الدماغ والحبل الشوكي. وصلت المغنية باربارا متأخرة جدًا لترى والدها على قيد الحياة؛ وهذه الحادثة ألهمت أغنية "نانت".
- لويس كورمان (1901-1995)، طبيب نفسي فرنسي، ومخترع لعلم الوجه ومؤسس قسم طب النفس للأطفال في مستشفى سانت جاك.

### فهرس المراجع
- منشورات

1. 1 2  Sigot (1999), p. 15.
2. ↑  Tusques, Chouteau (1989), p. 15.
3. ↑  Tusques, Chouteau (1989), p. 16.
4. ↑  Sigot (1999), p. 16.
5. ↑  Sigot (1999), p. 10.
6. ↑  Sigot (1999), p. 11.
7. ↑  Sigot (1999), p. 7.
8. ↑  Sigot (1999), p. 13.
9. ↑  Sigot (1999), p. 17.
10. ↑  Aussel (2002), p. 58.
11. ↑  Aussel (2002), p. 59.
12. ↑  Aussel (2002), p. 62.
13. ↑  Aussel (2002), p. 22.
14. ↑  Aussel (2002), p. 28.
15. ↑  Aussel (2002), p. 63.
16. ↑  Aussel (2002), p. 64.
17. ↑  Sigot (1999), p. 20.
18. ↑  Sigot (1999), p. 21.
19. ↑  Sigot (1999), p. 31.
20. 1 2  Sigot (1999), p. 33.
21. ↑  Aussel (2002), p. 242.
22. 1 2  Sigot (1999), p. 23.
23. ↑  Sigot (1999), p. 43.
24. ↑  Tusques, Chouteau (1989), p. 18.
25. ↑  Sigot (1999), p. 35.
26. ↑  Sigot (1999), p. 37.
27. ↑  Sigot (1999), p. 38.
28. ↑  Sigot (1999), p. 40.
29. ↑  Sigot (1999), p. 41.
30. ↑  Aussel (2002), p. 66.
31. ↑  Sigot (1999), p. 44.
32. ↑  Sigot (1999), p. 48-49.
33. ↑  Sigot (1999), p. 53.
34. ↑  Sigot (1999), p. 61-62.
35. ↑  Sigot (1999), p. 80.
36. ↑  Sigot (1999), p. 67.
37. ↑  Sigot (1999), p. 71.
38. ↑  Sigot (1999), p. 73.
39. ↑  Sigot (1999), p. 75.
40. ↑  Sigot (1999), p. 63.
41. 1 2  Sigot (1999), p. 30.
42. ↑  Tusques, Chouteau (1989), p. 19-21.